# Tibet (1912-1951)
Pour les articles homonymes, voir Tibet (homonymie).
Pour des articles plus généraux, voir Histoire du Tibet et Gouvernement tibétain.
1912–1951
Entités précédentes :
- Empire de Chine

Entités suivantes :
- République populaire de Chine (Région autonome du Tibet en 1965)
- Administration centrale tibétaine

La période de l'histoire allant de 1912 à 1951 est celle durant laquelle le Tibet fut gouverné comme un État indépendant de facto, séparé de la Chine mais non reconnu internationalement. La nature exacte de cette indépendance sur le plan juridique fait l'objet de débats a posteriori.
Alors qu'en 1910 les fonctionnaires impériaux prennent en main l'administration directe du Tibet après la fuite du 13e dalaï-lama en Inde britannique, la dynastie Qing, en 1911, est renversée par la révolution chinoise. En 1912, les troupes impériales sont rapatriées dans le cadre d'un accord de paix sino-tibétain, et les autorités chinoises doivent quitter le Tibet. La Chine toutefois continue de revendiquer le territoire du Tibet. Le 13e dalaï-lama fait savoir par lettre à Yuan Shikai qu'il entend exercer son pouvoir spirituel et temporel sur le Tibet, et, le 14 février 1913, proclame publiquement son intention d'exercer la souveraineté sur le Tibet. En 1914, la convention de Simla, signée entre les Britanniques et les Tibétains (sans la validation de Pékin) redéfinit une nouvelle fois le statut du Tibet et la frontière entre le Tibet et la Chine.
Si le Tibet échappe ensuite durant plus de trente ans au contrôle de la République de Chine et fonctionne comme une entité politique indépendante de facto, il ne reçoit pas la reconnaissance internationale de jure que lui aurait valu l'octroi d'un statut juridique indépendant, distinct de celui de la Chine (laquelle ne cesse à aucun moment d'en revendiquer la souveraineté). En 1931 puis en 1946, les Tibétains envoient des représentants à l'Assemblée nationale de la République de Chine pour évoquer le statut du Tibet, sans rien obtenir de la part du gouvernement chinois[Information douteuse]. Après la mort du 13e dalaï-lama en 1933, la « mission de condoléances » du gouvernement du Kuomintang reste sur place et ouvre des bureaux afin d'entamer des négociations sur le statut du Tibet, sans pour autant parvenir à résoudre la question.
L'intervention en 1950 de l'Armée populaire de libération est suivie en 1951 par la signature de l'Accord en 17 points sur la libération pacifique du Tibet, qui voit la reconnaissance par le dalaï-lama de la souveraineté sur le Tibet de la République populaire de Chine et met fin à cette période de gouvernement indépendant. Le dalaï-lama déclare, après son départ en exil en 1959, avoir signé cet accord sous la contrainte du gouvernement chinois.

## Contexte
Selon Pierre Chapoutot, sous la dynastie Qing, le Tibet est sous la tutelle politique et militaire du gouvernement central, représenté par un amban, en fait un gouverneur. Les dalaï-lamas qui se succèdent de 1706 à 1895 ne font guère que de la figuration. Le régime impérial, toutefois, ne cherche pas à modifier les institutions tibétaines ni à remettre en cause l'ordre féodal.
Selon l'ambassadeur de Chine à Singapour Hong Xiaoyong, de 1727 à 1911 ce sont en tout 57 ambans (ministres chargés des affaires tibétaines sous la dynastie Qing) qui sont en poste au Tibet où ils ont la haute main sur l'administration locale pour le compte de l'autorité centrale.

### Convention entre la Grande-Bretagne et le Tibet (1904)

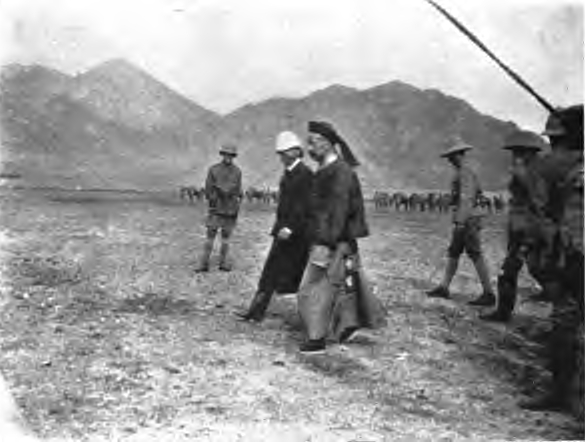
Le colonel Younghusband et le commissaire impérial Yutai aux courses de chevaux organisées à Lhassa en 1904.

En 1904, devant l'avancée des troupes britanniques conduites par Francis Younghusband, le 13e dalaï-lama s'enfuit de Lhassa pour gagner Ourga, capitale de la Mongolie-Extérieure. Il est déchu de ses titres et remplacé par l' amban Yutai, décision qui est placardée dans Lhassa.
La convention entre la Grande-Bretagne et le Tibet est signée le 7 septembre 1904 entre les Britanniques et le gouvernement tibétain resté sur place et en présence de l’amban Youtai, lequel toutefois refuse de le parapher et continue à affirmer la suzeraineté de la Chine. Selon Claude Arpi, l'amban proposa sa médiation, mais Younghusband refusa.
Ce traité reconnaît les frontières entre le Sikkim et le Tibet. Les villes de Yadong, Gyantsé et Gartok sont ouvertes au commerce anglais. Jusqu'à la fin du règlement par le Tibet d'une indemnité financière, d'une part, le Royaume-Uni occupera la vallée de Chumbi, et, d'autre part, aucune autre puissance ne pourra résider, intervenir ou avoir de concessions pour le chemin de fer ou des gisements miniers au Tibet sans le consentement de Londres. L'existence de ce traité explique que le souverain tibétain n'ait pas noué de relations diplomatiques avec les pays étrangers.
Selon Laurent Deshayes, « la convention reconnaît de facto l'État tibétain comme politiquement séparé et libre de toute tutelle chinoise, annulant ainsi les précédents accords ».
Pour Jean Dif, en fait, Londres n'a pas reconnu l'indépendance du nouvel État ni procédé à un échange d'ambassadeurs avec celui-ci.
Dans les années 1970, Tsepon W. D. Shakabpa écrit : « Il est parfaitement clair que les Britanniques traitaient avec le Tibet en tant qu'Etat séparé et indépendant, notamment à partir de la Convention de 1904 qui ne fait ni référence à la Chine ni à l'autorité chinoise sur le Tibet. L'amban, le représentant du Bhoutan et le résident népalais assistèrent simplement à la signature de la Convention, sans la signer eux-mêmes. ».

### Convention entre la Grande-Bretagne et la Chine relative au Tibet (1906)
Il manque cependant à l'accord anglo-tibétain de 1904 la signature du pouvoir impérial. Selon Mayhew et Kohn, ce dernier aurait refusé son aval car l'accord impliquait que le Tibet était un État souverain habilité à signer des traités de son propre chef. Aussi, le 27 avril 1906, les Britanniques décident-ils de se montrer conciliants et de réviser le traité directement avec les Chinois. Ils signent un deuxième accord, la Convention entre la Grande-Bretagne et la Chine relative au Tibet, laquelle reconnaît la suzeraineté de la Chine. L’indemnité de guerre imposée aux Tibétains est réglée par Pékin.
Selon Claude Arpi, le représentant de l'empire n'avait pas été invité à signer le traité de 1904, et ce sont les représentants britanniques en Inde et en Chine qui purent convaincre la Chine de signer la Convention de 1906, mais les Tibétains n'en furent pas informés.
L'article premier du traité confirmait le traité de Lhassa de 1904, qui est cependant amendé. Ainsi, l'article 2 précise que « le gouvernement de la Grande-Bretagne s'engage à ne pas annexer le territoire tibétain et à ne pas intervenir dans l'administration du Tibet » tandis que « le gouvernement de la Chine s'engage également à ne permettre à aucune autre puissance étrangère de s’infiltrer sur le territoire ou dans l'administration interne du Tibet », contrant ainsi la menace russe.

### Accord entre le Royaume-Uni, la Chine et le Tibet (1908)
Un accord entre le Royaume-Uni, la Chine et le Tibet est signé le 20 avril 1908 à Calcutta. C'est à Tsarong Dzasa qu'est confié par le Gouvernement tibétain la tâche de signer l'accord. Selon la Commission internationale de juristes, les questions commerciales laissées en suspens par les conventions de 1893 et 1904 sont négociées par les plénipotentiaires britanniques et chinois, tandis que le représentant tibétain figure comme subordonné aux Chinois. Pour la Commission, ce document peut être considéré comme document constitutionnel entre la Chine et le Tibet, et la signature britannique comme sa reconnaissance. Malgré ces fortes preuves en faveur d'une direction chinoise effective, la signature de Tsarong Dzasa, ainsi que les références dans le traité aux sujets tibétains, désignés par opposition aux sujets chinois, démontrerait que le Tibet n'était pas une province de la Chine.

### Intervention de l'armée impériale (1910-1912)

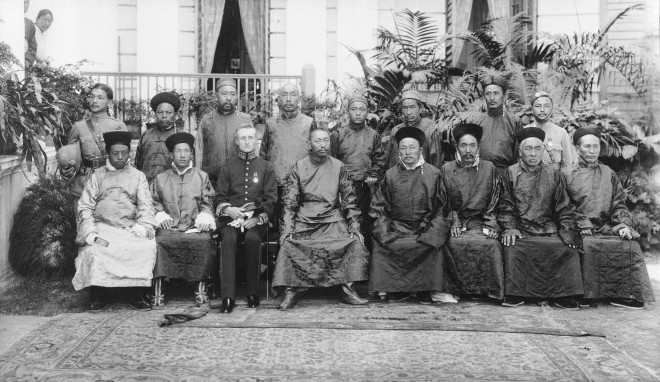
Le 13e dalaï-lama en 1910 à Calcutta. La visite fut rendue possible grâce à l'intervention militaire de Tsarong Dzasa.

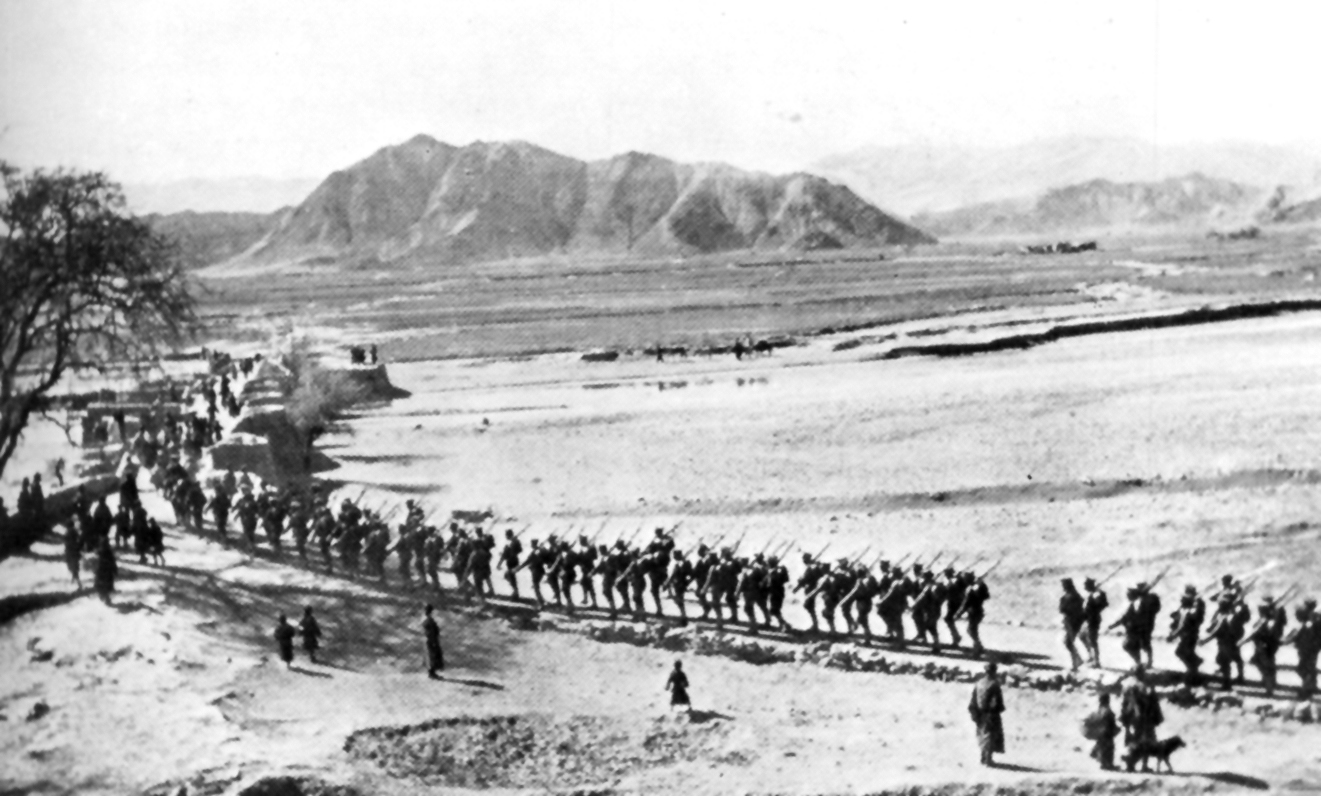
L'armée chinoise quittant Lhassa en 1912.

Le 13e dalaï-lama, qui avait été déposé par le gouvernement chinois en 1904 pour avoir fui devant les Anglais, revient, en 1909, avec l'accord de Pékin, de l'exil qui l'avait conduit en Mongolie extérieure, au Shanxi (notamment au Wutai Shan) et à Pékin, et dans les régions à ethnies tibétaines dans ce qui est à présent la province du Qinghai. Pour s'assurer que le dalaï-lama obéisse au pouvoir impérial, Pékin dépêche Zhao Erfeng à la tête d'une armée. L'armée impériale tenta de réaffirmer son influence en 1910 en envahissant le Tibet et en occupant Lhassa,,Il mena des campagnes armées dans le Tibet, atteignant finalement Lhassa en 1910.
Selon Melvyn C. Goldstein, pour éviter que le Tibet ne tombe dans la sphère d'influence des Britanniques, la dynastie Qing réagit avec vigueur : elle règle elle-même les indemnités dues pour que l'armée britannique s'en aille, puis lance un programme d'intégration politique, économique et culturelle du Tibet avec le reste de la Chine.
Parallèlement, dans les zones frontières du Tibet ethnographique, Zhao Erfeng transforme les États tibétains autonomes en districts dirigés par des magistrats chinois. Sa sanglante répression lui valut le surnom de "boucher du Kham" ou de "Zhao le Boucher".
À nouveau, le 13e dalaï-lama fuit mais cette fois vers l'Inde britannique. Tsarong Dzasa reste en arrière, avec une armée, à Chaksam Ferry, et résiste aux troupes impériales qui tentent, en vain, de contrecarrer le passage du dalaï-lama,. Celui-ci, en Inde, déclare que les relations sino-tibétaines, fondées sur la relation de Chö-yon, sont annulées par l’invasion du Tibet en 1910 par l’armée manchoue.
Le dalaï-lama est derechef déposé tandis que les fonctionnaires impériaux prennent en main l'administration. Ce processus d'incorporation est arrêté net lorsque la dynastie Qing est renversée par la révolution de 1911. Les troupes impériales se rendent à l'armée tibétaine et sont rapatriées dans le cadre d'un accord de paix de sino-tibétain.

### L'autonomie de la Mongolie (1911)
À la faveur de la révolution chinoise de 1911, la Mongolie déclare son indépendance le 1er décembre 1911. Les gouverneurs chinois doivent quitter le pays. Durant l'été 1913, la République de Chine se prépare à y envoyer des forces importantes, mais des pourparlers avec la Russie impériale aboutissent finalement à un accord. La Chine reconnaît l'autonomie de la Mongolie, qui reste cependant placée sous sa suzeraineté. Dans les faits, cependant, la Mongolie est devenue un protectorat de la Russie.

## Le règne du13edalaï-lama (1876 - 1933)

### «Déclaration d'indépendance» ou «rupture de la relation prêtre-protecteur»?

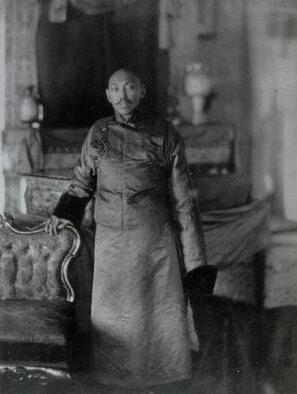
Thubten Gyatso.

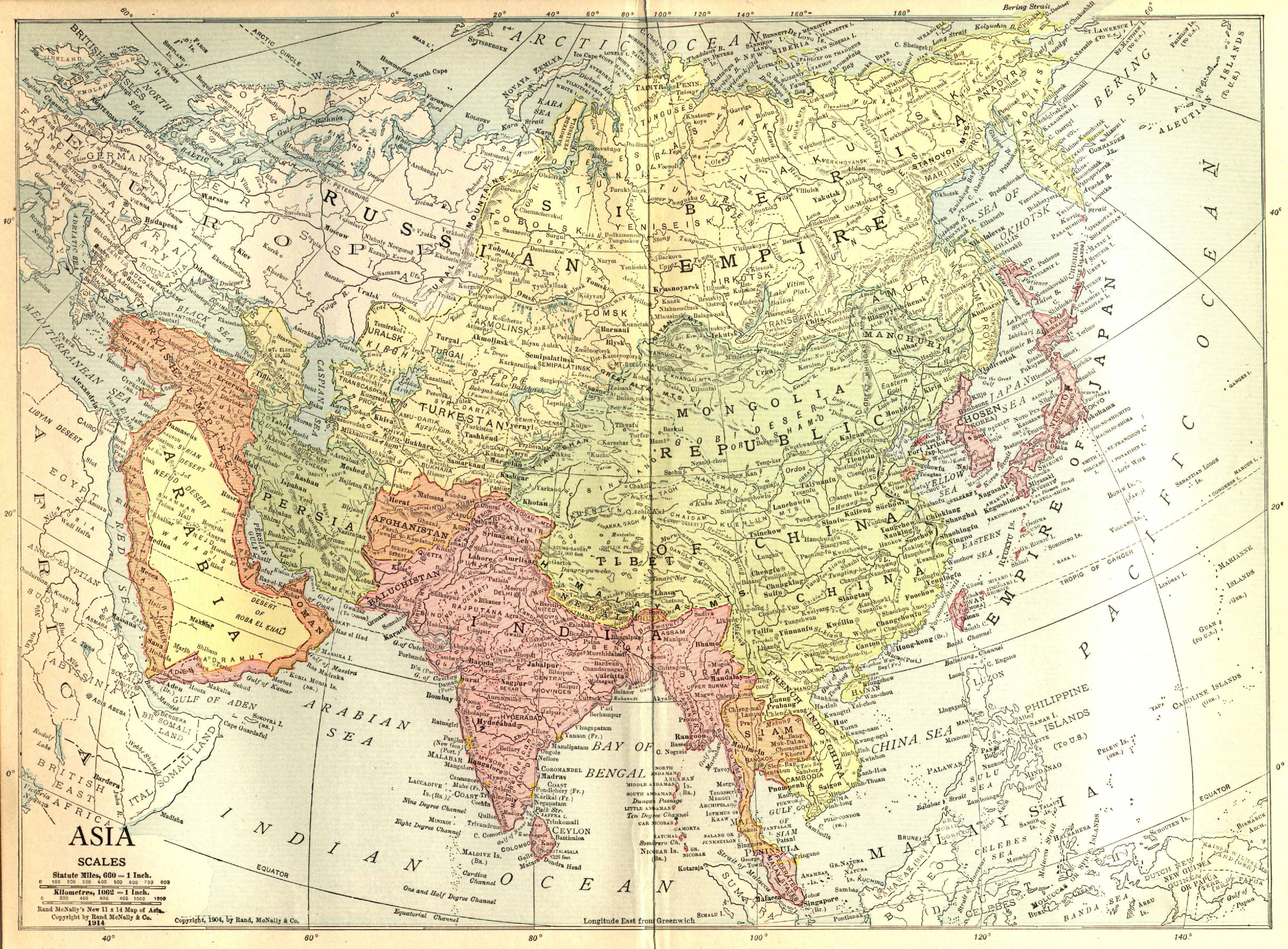
Carte de la République de Chine en 1914.

Les troupes et les autorités officielles chinoises sont expulsées du Tibet en 1912 par les Tibétains.
Cette même année, sous la présidence de Yuan Shikai, un édit déclare que le Tibet, la Mongolie et le Xinjiang sont sur le même pied que les provinces de la Chine proprement dite et font partie intégrante de la République de Chine. Des sièges sont réservés aux Tibétains à l'Assemblée nationale, et le premier drapeau de la République de Chine, dit drapeau des « Cinq ethnies dans une même union », est créé, symbolisant cette unification.
Selon Roland Barraux, en réponse à une lettre de Yuan Shikai souhaitant restaurer le rôle du dalaï-lama, celui-ci lui déclare qu'il ne demande aucun titre du gouvernement chinois car il entend exercer son pouvoir spirituel et temporel au Tibet,. Selon Françoise Robin, il proclame la rupture des liens de suzerain à vassal qu'entretenaient la Chine mandchoue et le Tibet, puisqu'une république chinoise avait remplacé le régime dynastique bouddhique des Mandchous. Cette lettre est depuis lors considérée comme une déclaration officielle d'indépendance par les Tibétains, ce que rejettent les autorités chinoises actuelles,,, pour d'autres elle ne l'est que dans l'esprit.
De retour à Lhassa en janvier 1913, le 13e dalaï-lama proclame publiquement, le 14 février, son intention d'exercer la souveraineté sur le Tibet.
Le journaliste Pierre-Antoine Donnet rapporte qu'à la suite de cette proclamation, des lettres ont été envoyées à l'Inde, le Royaume-Uni et à la Russie, demandant une assistance étrangère.
Alfred P. Rubin, un expert américain en droit international qui a étudié la déclaration d'indépendance du Tibet, constate qu'elle n'était aucunement une déclaration  politico-juridique mais simplement l'affirmation par le 13e dalaï-lama que la relation prêtre-protecteur (mchod-yon) entre les dalaï-lamas et les empereurs chinois s'était éteinte du fait de la fin de l'empire. Il affirme qu'elle n'a été publiée pour la première fois qu'en 1967, dans le livre de l'ancien ministre tibétain W. D. Shakabpa, Tibet: a Political History. Si le document, à son avis, témoigne des activités politiques tibétaines de l'époque, il doute toutefois que l'on puisse le considérer comme une proclamation non ambigüe adressée à la Chine et au monde.
À propos de l'argument selon lequel l'aptitude du Tibet à devenir un État indépendant découlait de l'absence d'influence du gouvernement central à partir de 1913 jusqu'en 1951, le politologue et juriste Barry Sautman fait remarquer que la discontinuation de l'emprise du gouvernement central sur un territoire ne fait pas automatiquement de ce dernier un État. Il n'existe pas de « droit à l'indépendance », à la sécession pour une quelconque partie d'un pays.
Par un traité signé en janvier 1913, en présence d'Agvan Dorzhiev, la Mongolie (indépendante depuis 1911, qui avait adopté le bouddhisme tibétain et était devenue vassale de l'Empire mandchoue) et le Tibet reconnaissaient leur indépendance respective et convenaient d'une entraide économique et militaire.
Selon Charles Bell, le Kashag et le 13e dalaï-lama n'ont pas reconnu cet accord,. Selon Warren W. Smith Jr, en désavouant partiellement le traité, le dalaï-lama souhaitait apaiser les craintes des Britanniques concernant une ingérence russe au Tibet.
Selon Barry Sautman, la Mongolie n'était pas reconnue en tant qu'État en 1913. Elle avait proclamé son indépendance fin 1911 alors que de nombreux territoires et provinces de Chine faisaient sécession à la suite de la chute de la dynastie des Qing. La Mongolie ne fut reconnue que des décennies plus tard par la Russie et la Chine. Le Tibet et la Mongolie en 1913 n'étant pas reconnus comme États par les autres États, le fait pour l'un et l'autre de se reconnaître mutuellement n'a pas plus d'importance que la reconnaissance mutuelle de l'Ossétie du Sud et de l'Abkhazie aujourd'hui.
Pour Élisabeth Martens, auteur du livre Histoire du bouddhisme tibétain. La compassion des puissants, et qui répondait à un article de Mathieu Vernerey : « l'indépendance du Tibet ne s'appuie sur aucun document officiel et ne fut jamais reconnue par aucun pays au monde, ni par les Nations unies ». Position qui est celle du gouvernement chinois : l'État tibétain n'a fait l'objet d'aucune reconnaissance internationale.
Selon Dibyesh Anand, le Tibet qui a existé entre 1913 et 1951 n'a jamais été reconnu comme État indépendant par aucun autre État. L'Inde britannique, qui au tournant du siècle cherchait à définir le Tibet dans des termes géopolitiques clairs, adopte alors une politique pragmatique et opportuniste : commercer avec le Tibet comme si celui-ci était un État indépendant, mais répéter le mantra de la suzeraineté chinoise afin de n’offenser ni la Chine, ni les pouvoirs impériaux occidentaux, qui considéraient avec méfiance les objectifs des Britanniques au Tibet.
En 1969, Henry S. Bradsher affirmait que même les juristes internationaux favorables à la cause du dalaï-lama avaient du mal à soutenir que le Tibet avait établi concrètement son indépendance par rapport au pouvoir chinois, qu'il soit impérial ou républicain.

### Les relations avec la Chine pendant l'ère des seigneurs de la guerre (1916-1928)

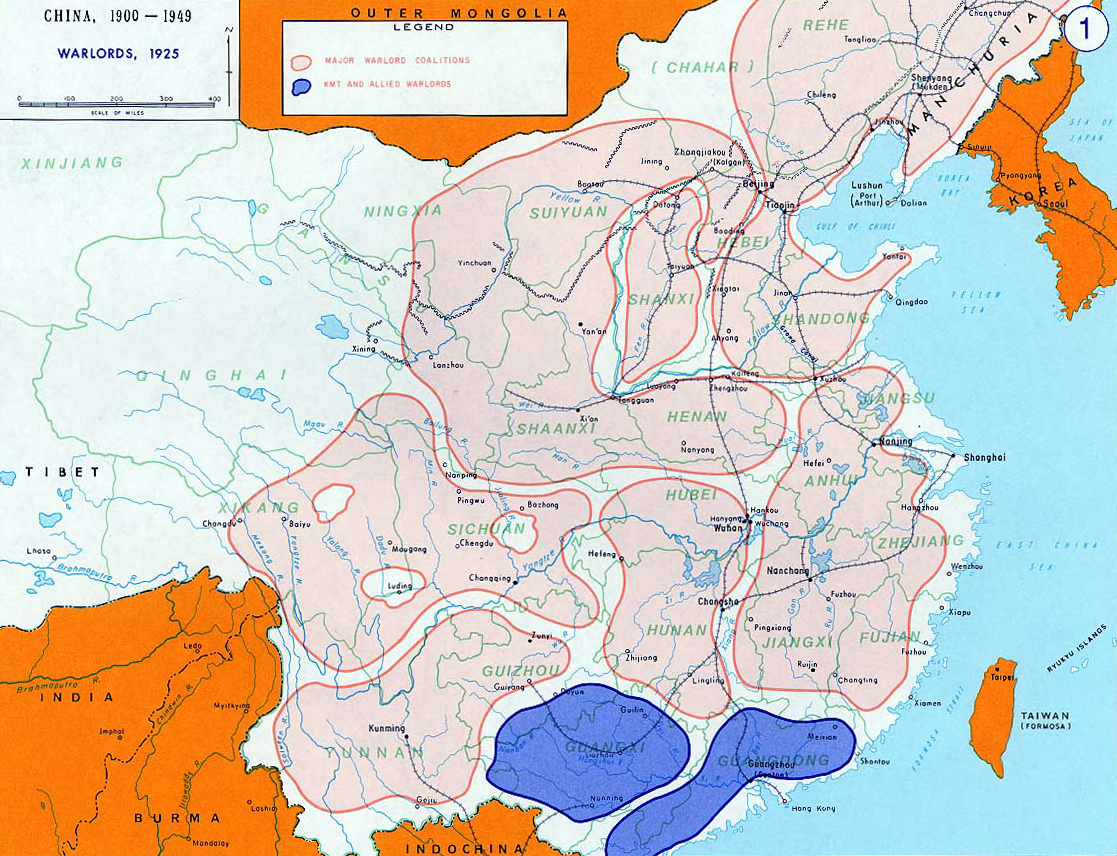
Division de la Chine entre les différentes zones d'influence militaires (1925).

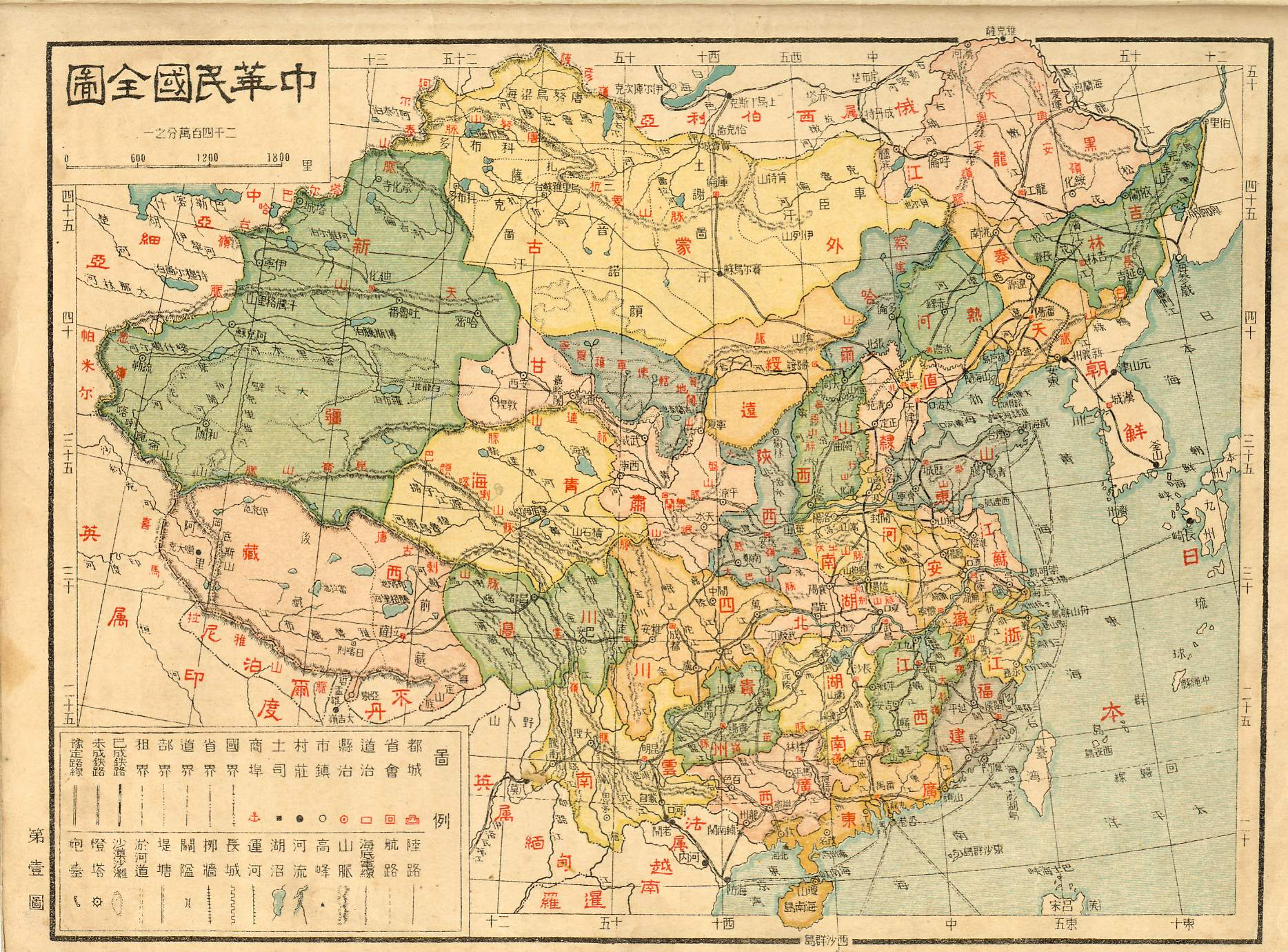
Divisions territoriales de la Chine en 1926

La division de son territoire par les seigneurs de la guerre a affaibli la Chine, laquelle n'intervient pas au Tibet à cette époque, et Thubten Gyatso, le 13e dalaï-lama gouverne sans ingérence militaire de la Chine entre 1912 et 1933, date de sa mort. À cette date, le gouvernement du Tibet contrôle l'ensemble de l'Ü-Tsang et l'ouest du Kham[réf. nécessaire], alors district spécial de Chuanbian, ce qui correspond à peu près aux frontières actuelles de la région autonome du Tibet. L'est du Kham, séparé par la rivière Yangtze, est sous le contrôle du seigneur de la guerre chinois Liu Wenhui. La situation dans l'Amdo (Qinghai) est plus complexe, le secteur de Xining étant contrôlé après 1928 par le seigneur de la guerre hui Ma Bufang, de la famille des seigneurs de la guerre musulmans connus sous le nom de clique de Ma, laquelle s'efforce constamment d'établir son contrôle sur le reste de l'Amdo (Qinghai). Le sud du Kham avec d'autres parties du Yunnan appartiennent à la clique du Yunnan de 1915 jusqu'à 1927, puis au Gouverneur et au seigneur de la guerre Long (Lung) Yun presque jusqu'à la fin de la guerre civile chinoise, où Du Yuming le remplace sur l'ordre de Chiang Kai-shek. [réf. nécessaire]
En 1918, Lhassa reprend le contrôle de Chamdo et de l'ouest du Kham. Une trêve est décrétée à la frontière de la rivière Yangtze. À cette époque, le gouvernement du Tibet contrôlait tout l'U-Tsang et l'ouest du Kham de la rivière Yangtze, à peu près les mêmes frontières que la Région autonome du Tibet aujourd'hui.[réf. nécessaire] L'est du Kham était gouverné par des princes tibétains. Dans l'Amdo (Qinghai), le seigneur de la guerre Hui et pro-Kuomintang Ma Bufang contrôlait le secteur de Xining. Les autres secteurs étaient sous le contrôle de Tibétains.[réf. nécessaire]. Mais en 1928, la clique des Ma parvint à chasser les Tibétains et à contrôler tout le Qinghai. Cela provoqua en 1930 la guerre Qinghai-Tibet de 1930.
Pendant les années 1920 et 1930, bien que divisée par la guerre civile chinoise et occupée avec la 2e guerre sino-japonaise, la Chine ne renonce pas à sa souveraineté sur le Tibet, et des tentatives occasionnelles auraient été faites pour l'affirmer. Le gouvernement Chinois subventionne par exemple la grande expédition de Sven Hedin (1927-1935) qui fait la carte des provinces du nord-ouest de la Chine, y compris de grandes parties du Tibet. Après l'expulsion des Chinois en 1912-1913, pendant le règne du 13e dalaï-lama, Pékin n'a pas eu de représentant à Lhassa.

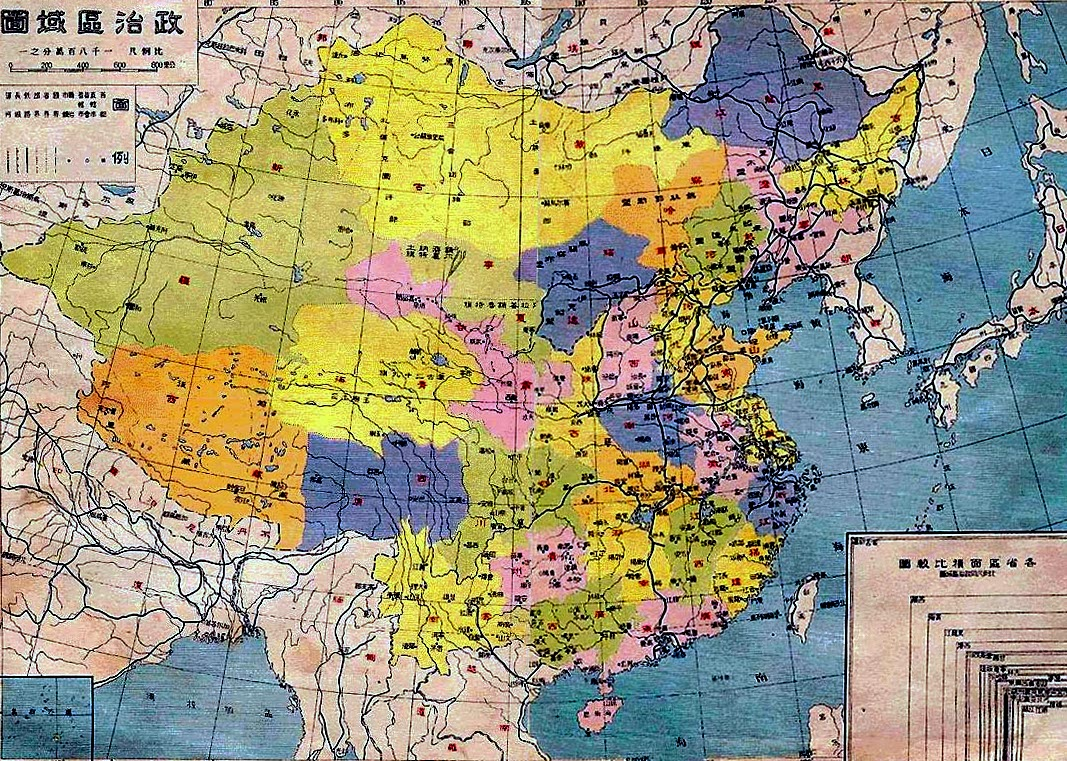
Carte de la Chine en 1936 avec le Xikang en bleu.

Depuis 1928, deux cliques chinoises revendiquaient plusieurs territoires tibétains et parvinrent à en prendre le contrôle. Ainsi, la clique des Ma avait peu à peu étendu son influence sur une grande partie du Qinghai. De même, la clique du Sichuan désirait s'emparer de toute la province du Xikang. Cela provoqua la guerre sino-tibétaine de 1931 où les tibétains vainquirent et réoccupèrent tout le Kham. Mais, de manière inconsidérée, le Tibet se lança également en parallèle dans la guerre Tibet-Qinghai pour tenter de récupérer tout l'Amdo. Subissant une écrasante défaite face à la clique du Ma, le Tibet dût signer en 1933 deux trêves sanctionnant la perte définitive pour lui du Kham oriental et du Qinghai (sauf les régions du Yushu et du Tanggulashan (en).
Selon un pamphlet de la République populaire de Chine, en 1931, les Tibétains envoient des représentants à l'Assemblée nationale de la République de Chine, laquelle  réaffirme l'appartenance du Tibet à la République de Chine. De même, des représentants tibétains siégent à l'Assemblée nationale de 1946, convoquée par le gouvernement national de Nanjing, mais sont impuissants à empêcher l'inclusion du Tibet dans la nouvelle constitution et à obtenir que des discussions sérieuses s'engagent sur le statut territorial et le statut politique. De fait, la participation de délégués tibétains à l'assemblée nationale de 1946 devait constituer, pour les Chinois, un argument de choix lors des débats de 1950 à l'ONU. Cependant, le 14e dalaï-lama, dans sa lettre à Dag Hammarskjöld, secrétaire général de l'ONU, datée du 29 septembre 1960, a déclaré que les affirmations des Chinois selon lesquelles les délégués tibétains participèrent en 1946 aux travaux de l'Assemblée Constituante étaient fausses. 
Après la mort du 13e dalaï-lama, le gouvernement tibétain autorise l'envoi, par le gouvernement du Guomindang, d'une « mission de condoléances » puis l'ouverture par celle-ci de bureaux afin d'entamer des négociations sur la question du Tibet. Ces négociations n'aboutissent pas mais la mission reste.

### Les réformes du13edalaï-lama

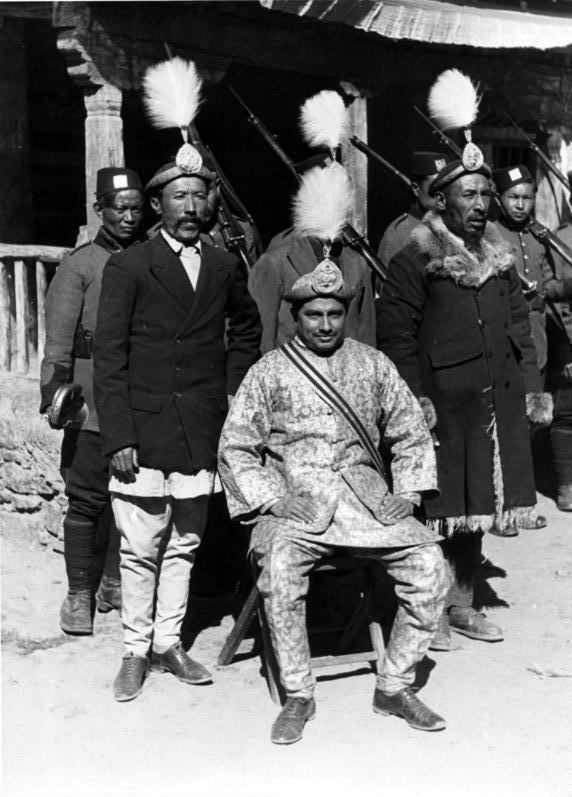
Envoyés népalais, Major Bista, entouré de secrétaires. Lhassa, 1938.

Qualifié d'avant-gardiste par l'abbé Jean-Maurice Champagne, le 13e dalaï-lama, Thubten Gyatso, abolit la peine de mort en 1898,, sauf, selon Jean Dif, en cas de crime de haute trahison. Sir Charles Bell, dans sa biographie du 13e dalaï-lama, écrit que ce dernier lui a déclaré que « jusqu'au moment de sa fuite en Inde, il n'a autorisé aucune peine de mort sous aucune circonstance que ce soit ».
Le tibétologue Alex McKay, confirme l'abolition en 1898 de la peine de mort, mais précise qu'il y eut des cas isolés de peine capitale dans les années qui suivirent. Citant Melvyn C. Goldstein, il évoque la mort de Padma Chandra. Citant l'OIOC (Oriental and India Office Collection), il mentionne l'exécution d'un jeune homme impliqué dans le vol du cheval de l'administrateur du Tibet occidental. McKay rappelle qu'on continuait à infliger, pour de nombreux délits, des châtiments corporels entraînant souvent la mort. Il ajoute que le dalaï-lama avait interdit les peines de mutilation, et qu’en raison de son abolition de la peine de mort, « les exécutions étaient rares, en particulier au niveau de l'État ».
Après son retour d'exil en 1910, le 13e dalaï-lama établit un bureau des Affaires étrangères, chargé des relations extérieures dans un premier temps avec le Népal, la Mongolie et le gouvernement britannique des Indes,.

#### Sir Charles Bell et Sonam Wangfel Laden
Selon Heinrich Harrer, le 13e dalaï-lama avait beaucoup appris durant son exil en Inde et en Chine. Il avait eu des contacts amicaux avec Sir Charles Bell, l'officier de liaison britannique pour le Sikkim, le Tibet et le Bhoutan, et grand défenseur de l'indépendance du Tibet, et c'est à cette amitié que le dirigeant tibétain devait sa connaissance du monde occidental.
Le bras droit de Sir Charles Bell, un Sikkimais du nom de Sonam Wangfel Laden, fonctionnaire de la police impériale, parlant tibétain et anglais couramment, fut, selon sa petite fille Deki Rhodes, le fer de lance de la politique de l'Inde britannique visant à engager le Tibet dans la voie de la modernisation. Il fut chargé de la mise en œuvre des diverses réformes, et en particulier de la création ex nihilo, en 1923-1924, d'une force de police à Lhassa et de sa direction.

#### La campagne de modernisation
Après son deuxième exil consécutif à l'intervention chinoise de 1910, il engage, dès 1913, de profondes réformes, notamment des modifications des structures administratives. Il décide de créer en complément des pièces de monnaie tibétaines, des billets de banque tibétains, des timbres spécifiques au Tibet. On lui doit aussi la création du drapeau du Tibet à partir des différents drapeaux des armées des frontières. Il confirma sa décision, prise en exil, de créer un haut commandement de l'armée, dont il confia la direction à Dasang Dradul Tsarong. Il sélectionna 4 jeunes Tibétains qu'il envoya à l'école militaire de Rugby en Angleterre. Pour le maintien de l'ordre public, il créa un comité pour mettre en place les règlements et la formation de policiers.
En 1914, le 13e dalaï-lama renforce les forces militaires en organisant un entraînement spécial pour l'armée tibétaine.
En 1916, il choisit plusieurs moines jeunes et intelligents des divers monastères pour préserver la médecine tibétaine traditionnelle et établit l'Institut de médecine et d'astrologie tibétaine, bien connu aujourd'hui sous le nom de Men-Tsee-Khang.
En 1923, il établit un siège principal de police à Lhassa pour la sécurité et le bien-être du peuple tibétain et, la même année, il fonde la première école anglaise à Gyantsé, laquelle doit cependant fermer en 1926, en raison de l'opposition des monastères selon Jérôme Edou et René Vernadet ou, selon Alex McKay, en raison à l'époque d'un mouvement tibétain général opposé à la modernisation.
Selon Roland Barraux, l'œuvre de modernisation du 13e dalaï-lama s'est principalement poursuivie avec l'assistance technique du Royaume-Uni, qui facilita l'installation d'une centrale hydroélectrique à Lhassa, de l'école anglaise de Gyantsé en 1924, et la recherche de ressources minérales exploitables,.
Selon Lonely Planet, à son invitation, des spécialistes britanniques effectuent des études géologiques dans certaines parties du Tibet afin d'évaluer les possibilités d'extraction minière.

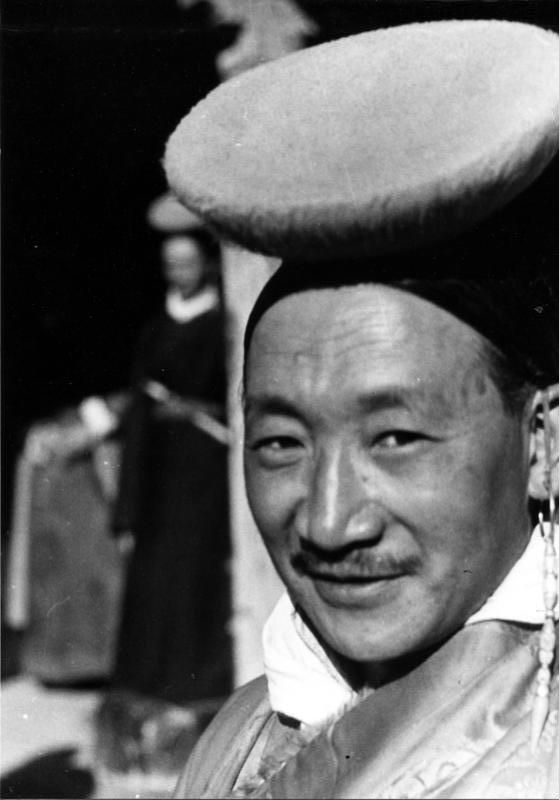
Ringang (Rinzin Dorji), 1938

En 1925, il fit établir un bureau postal et une liaison télégraphique reliée au réseau anglo-indien, grâce aux connaissances de l'un des 4 stagiaires militaires, Shodrung Kyibuk. La même année, il confia le département gouvernemental regroupant la monnaie, l'arsenal et la production électrique à Thupten Kunphel-la, un moine issu d'une famille d'humbles paysans. Adepte de la modernité, Kunphel-la importa au Tibet les premières automobiles, une Dodge et 2 petites Austin. Il organisa aussi la première séance de projection cinématographique. Comprenant lui aussi l'importance de développer une force armée, il créa un régiment d'élite.

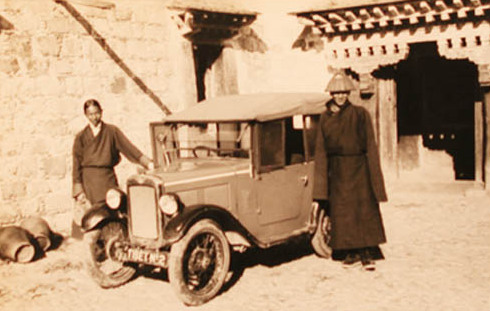
Yuthok Tashi Dhondup et Thupten Kunphel-la avec l'Austin Baby 1927, Mission britannique à Lhassa, 19 septembre 1933.

Selon Dundul Namgyal Tsarong, le 13e dalaï-lama possédait trois voitures et envisageait la construction de routes. D'autres sources précisent que deux voitures lui furent offertes, une Austin Baby 1927 et une Dodge orange, tandis qu'une troisième, une Austin A40, appartenait à Thupten Kunphel-la. Selon Jean Dif, une rampe, à présent asphaltée, fut aménagée sur la Colline Rouge du Potala à Lhassa pour lui permettre d'utiliser ses automobiles.
La construction de la première centrale hydroélectrique fut achevée en 1935. Elle avait été installée par Ringang à Drapchi, près de Lhassa.
L'alpiniste et historien Pierre Chapoutot, pour sa part, voit dans ces innovations (un embryon d’armée, un drapeau, un service postal, une monnaie, une station de radio, une centrale électrique et trois automobiles) « quelques signes très limités de modernisation » dans un pays qui « n'avait pratiquement pas évolué depuis le Moyen Âge ». Il précise toutefois : « Il est utile d’observer que certains Tibétains étaient partisans d’une modernisation du pays, y compris sur le terrain des institutions politiques et sociales. ».
Drapeau, passeports, timbres et monnaie sont, selon Barry Sautman, des signes superficiels de l'existence d'un État. Ces « prétendus indices de souveraineté », ainsi qu'il les appelle, sont également l'apanage de territoires qui ne sont pas des États. Il fait valoir que les passeports d'un État non reconnu n'ont pas de validité aux yeux des États reconnus, l'apposition d'un visa n'équivalant pas à une reconnaissance.

Drapeau
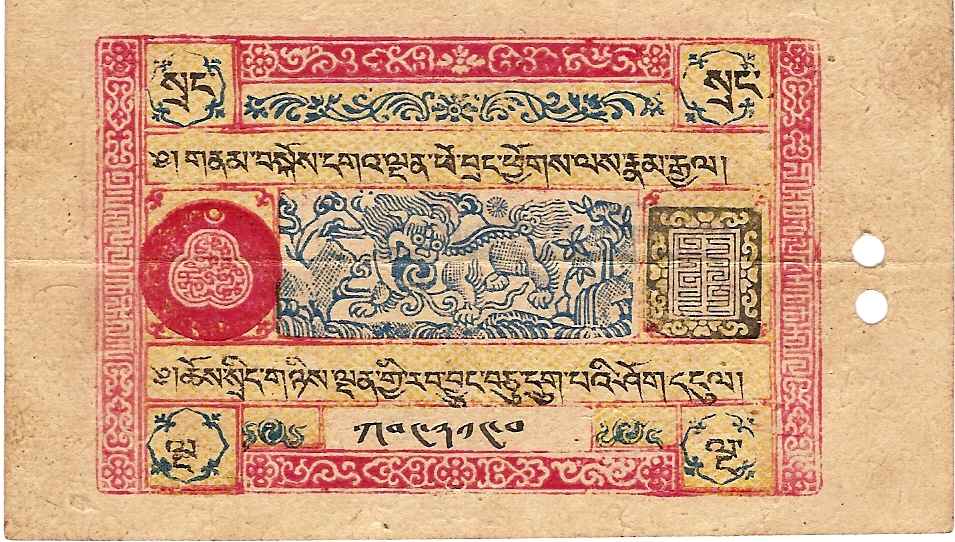
Billet de banque
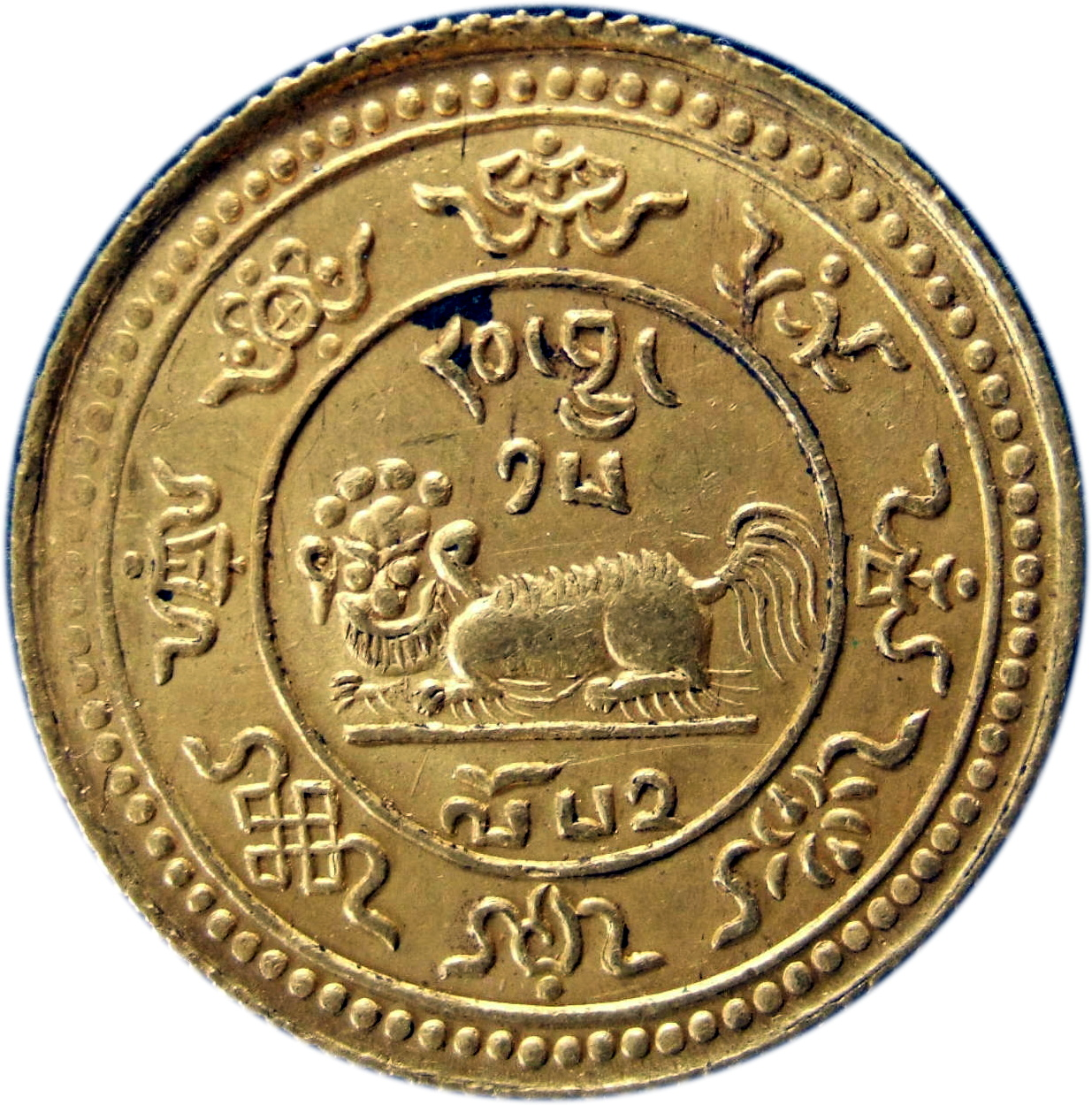
Pièce de monnaie
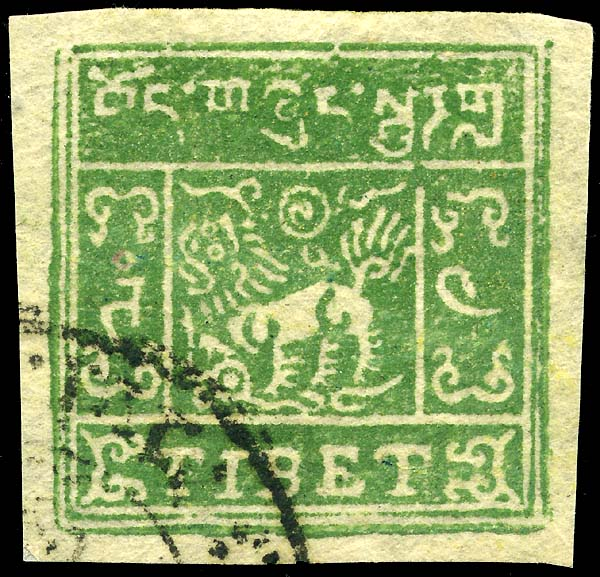
Timbre
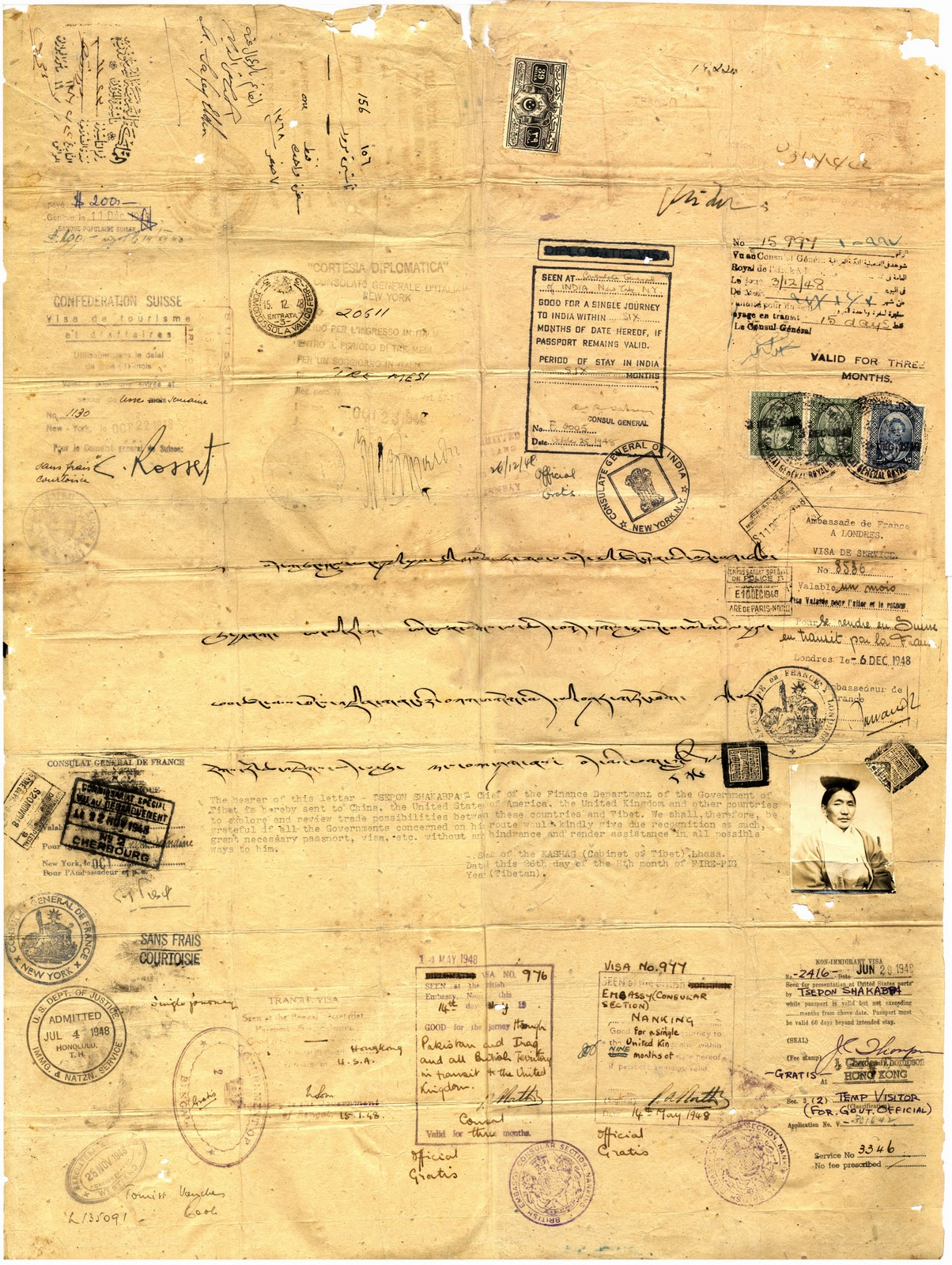
Passeport de Tsepon W. D. Shakabpa
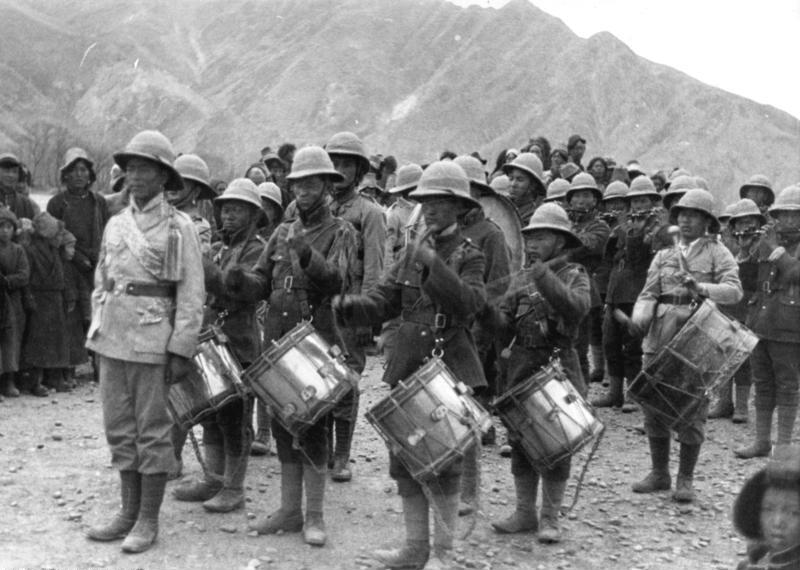
Armée (1938)

#### Les freins et oppositions à la campagne de modernisation
L'aventurier américain William Montgomery McGovern, qui voyagea au Tibet en 1922, rapporte que l'usage de véhicules à roues était certes impossible pour traverser les cols mais restait inconnu partout au Tibet. Heinrich Harrer signale que les trois automobiles importées par le 13e dalaï-lama pour son usage personnel, durent être démontées à la frontière et transportées dans les montagnes par des porteurs et des yaks jusqu'à la capitale, où elles furent remontées par un mécanicien formé en Inde.
Selon Melvyn C. Goldstein, la campagne de modernisation inspirée par Tsarong et sa coterie de jeunes aristocrates tibétains se heurte à de fortes oppositions. D'une part celle des élites monastiques et aristocratiques, qui possèdent la majeure partie du Tibet sous la forme de domaines féodaux : elles rechignent à payer de nouveaux impôts pour financer la création de l'armée. D'autre part, celle des dirigeants religieux qui voient dans la modernisation un vecteur d'athéisme et de laïcité et un danger pour la domination du Bouddhisme et de l'école gélougpa : ils s'efforcent de convaincre le dalaï-lama que les jeunes officiers tibétains sont une menace et pour le bouddhisme tibétain et pour le pouvoir et l'autorité de son chef. Au milieu des années 1920, le dalaï-lama vide le programme de modernisation de l'essentiel de sa substance en destituant les officiers pro-modernisation et en fermant l'école anglaise. Selon les historiens chinois Jiawei Wang et Nyima Gyaincain, il interdit aux fonctionnaires et civils tibétains de porter des vêtements à l'occidentale et fait même démolir la villa de style occidental que les Britanniques lui avaient construite dans le parc de Norbulingka. Quant à Tsarong, il perd son poste de commandant en chef de l'armée.
De même, l'initiative de créer une force de police à Lhassa échoue en raison de l'opposition des lamas qui y voient un empiètement de leur prérogative du maintien de la paix.

### Les investigations du13edalaï-lama sur la Société des Nations

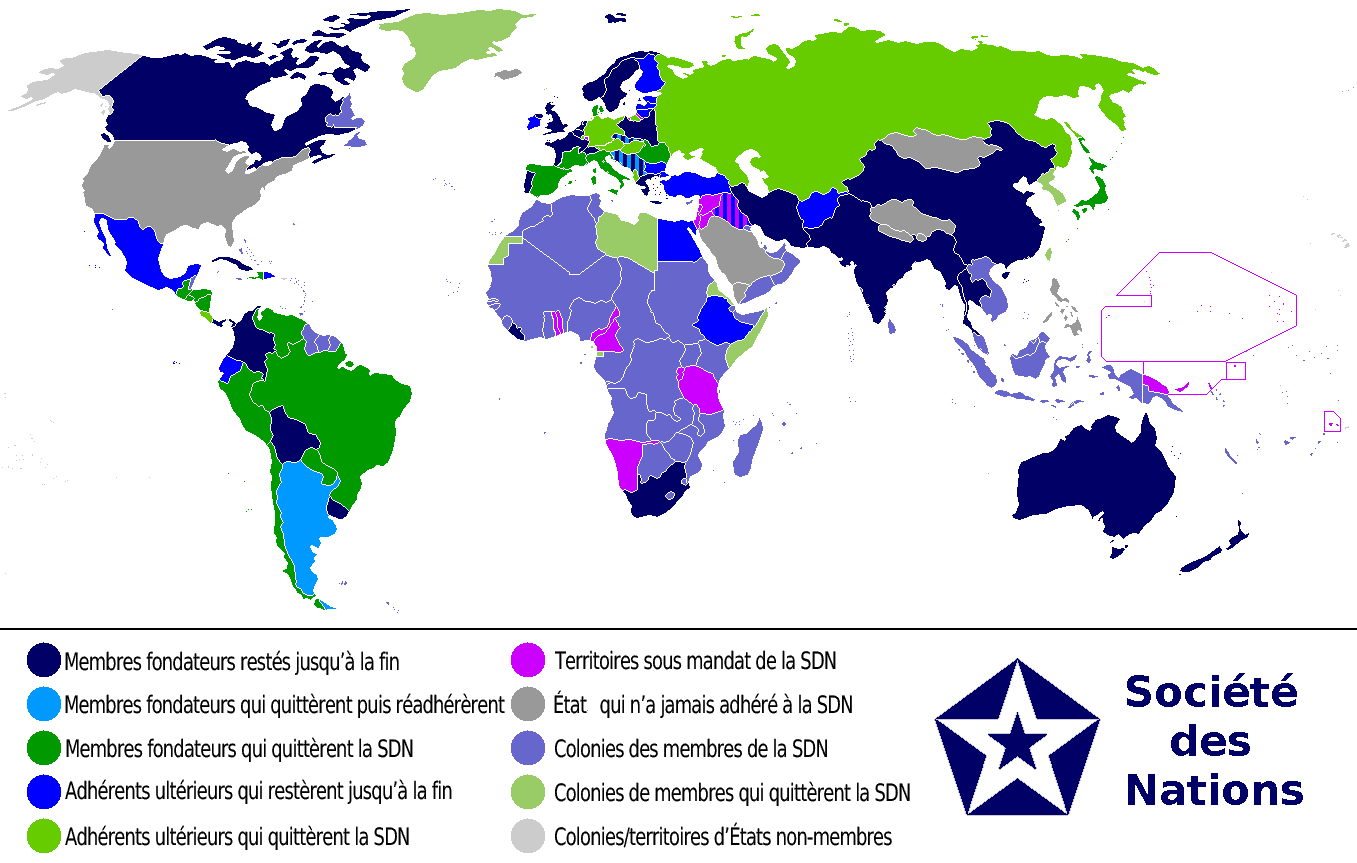
Carte du monde entre 1920 et 1945 montrant la place de la Société des Nations. Le Tibet est un des États n'ayant jamais adhéré à la SdN.

Selon Leo D. Lefebure (en), professeur en théologie, le 13e dalaï-lama n'aurait pas cherché à faire adhérer le Tibet à la Société des Nations (SdN) ni, plus généralement, à obtenir de reconnaissance internationale de l'indépendance proclamée.
L’historien tibétain Tsering Shakya affirme cependant que Charles Bell mentionne, dans ses lettres écrites en septembre 1927 et janvier 1928, les efforts des Tibétains pour s’informer au sujet de la SdN, et des possibilités d’y être admis. Il semble que le dalaï-lama ait demandé à Sonam Wangyal (Palhese), un Tibétain qui s’était rendu en Angleterre, de se renseigner sur la SdN. Bell lui permit de rencontrer le Dr George Freeland Barbour, un universitaire lié à l’Union de la SdN (en), un groupe de pression de la SdN,. 
Une lettre du dalaï-lama à Palhese montre qu’il était en consultation avec lui et que sa démarche était légitime. Bien que le Tibet ait joui d'une reconnaissance de facto et du statut d’un État pleinement indépendant à cette époque, des obstacles auraient pu venir de la Russie, du Royaume-Uni et de la Chine. La Chine aurait émis des objections à l’admission du Tibet. L’intérêt du Royaume-Uni était de créer un État tampon et d'isoler l’Inde britannique, une nécessité d’autant plus grande que la révolution russe s’étendait en Asie centrale. Dans le même temps, le Royaume-Uni ne pouvait risquer d'antagoniser la Chine, et tout soutien des Britanniques aurait été perçu par la Russie comme une ingérence,.
Dans sa réponse à Palhese, le Dr Barbour écrit : « Je ne doute guère que le Tibet soit reconnu comme État totalement autonome », et il était certain que le Tibet serait admis à la SdN sans difficulté. Palhese posa quatre questions au Dr Barbour : « La SdN causerait-elle du tort à la religion tibétaine ? » « La SdN essaierait-elle d'obliger le Tibet à harmoniser ses coutumes propres avec celle des autres nations ? » Les autres États membres de la SdN voudraient-ils envoyer des représentants au Tibet ? Et la plus importante : « Si les Chinois menaçaient d’envahir le Tibet, la SdN aiderait-elle le Tibet ? », ajoutant, « si nous ne pouvons être rassurés sur ce point, nous nous serions dépensé pour rien ». Dans sa réponse, le Dr Barbour suggère à Palhese de rencontrer des responsables plus importants, comme Lord Robert Cecil ou le Pr Gilbert Murray. Dans sa réponse aux 2 premières questions, il explique que les différentes nations ont des religions et coutumes diverses, et que la SdN ne se mêlait pas des coutumes internes de ses membres. Concernant la 3e question, il était difficile d’y répondre, car rien dans le pacte de la Société des Nations ne correspondait à ce point. Sur le 4e point, il note que l’article 10 de la convention de la SdN énonce que,: « Les Membres de la Société s’engagent à respecter et à maintenir contre toute agression extérieure l’intégrité territoriale et l’indépendance politique présente de tous les Membres de la Société. En cas d’agression, de menace ou de danger d’agression, le Conseil avise des moyens d’assurer l’exécution de cette obligation ». Il écrivit cependant : « Je pense que si votre pays était menacé, la SdN essaierait certainement de le protéger – mais l'éloignement des frontières de votre pays rendrait probablement impossible l'envoi d'une aide militaire. La question de savoir si une pression morale effective pourrait être exercée sur la Chine est liée à l'avenir incertain de la Chine elle-même et à la nature inconnue du gouvernement ou des gouvernements qu'elle peut avoir dans les années qui viennent. Entre-temps, la Chine a été admise au conseil de la SdN, elle s'est donc très clairement engagée à respecter la liberté d'autres États »,.  
En décembre 1927, Palhese répond à Balbour qu’il ne fera rien de plus, qu’il va repartir au Tibet en février et qu’il prendra l’avis de Lhassa. Avant son départ, il demande à Charles Bell de rencontrer Gilbert Murray de sa part. Un rendez-vous est pris, mais on ignore s’il a eu lieu. Palhese est parti quelques jours plus tard pour le Tibet.
Selon Tsering Shakya, le gouvernement tibétain aurait finalement renoncé à sa demande d'adhésion, pressentant que la communauté internationale ferait pression sur lui pour qu'il mette fin au système politico-religieux (la non-séparation de l'Église et de l'État).
Le 13e dalaï-lama est mort le 17 décembre 1933, à l'âge de 58 ans.

## La régence (1933-1950)

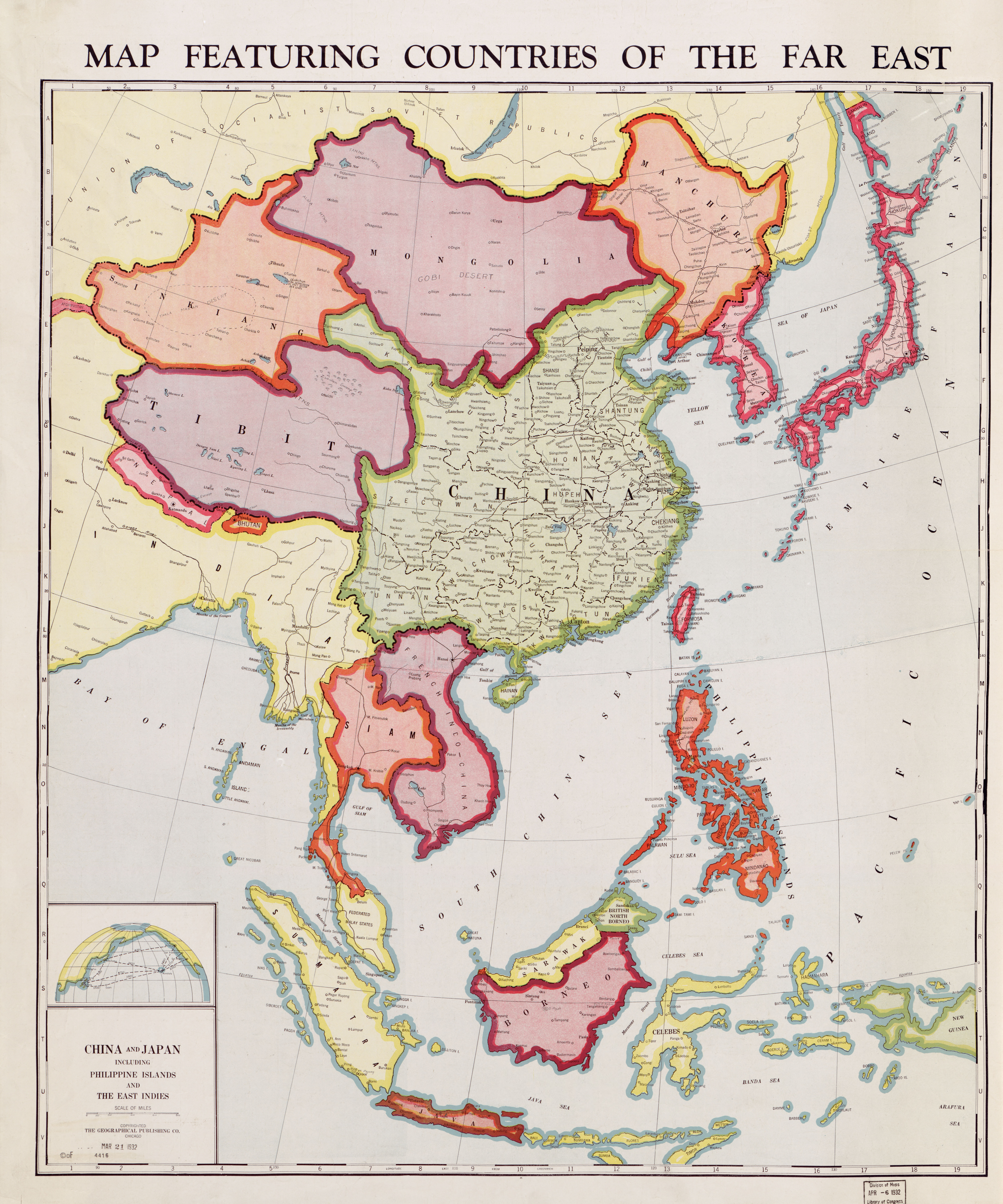
Carte du Tibet sur une « Carte de la Chine et du Japon, incluant les îles des Philippines et les Indes orientales » en 1932

En 1934, le 5e Réting Rinpoché, l'abbé du monastère de Réting, est nommé régent. Il le reste jusqu'en 1941, cédant provisoirement la place à Taktra Rinpoché, avant le terme de sa régence.

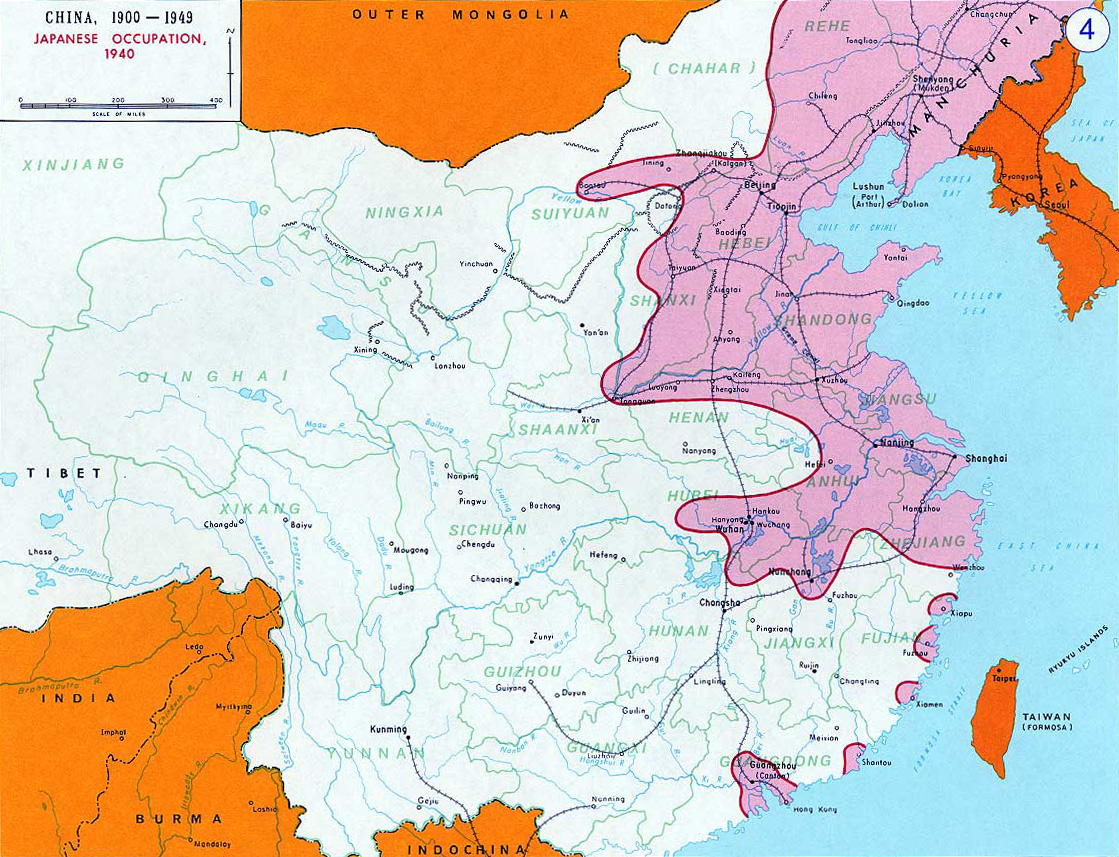
Tibet et Xikang en 1940 au sein de la Chine, pendant l'occupation japonaise, sur une carte militaire américaine

Une fois au pouvoir, le nouveau régent démet les proches de Réting de leurs fonctions et les remplace par des éléments pro-britanniques. En juillet 1942, le Kashag crée un Bureau des affaires étrangères et fait savoir au Bureau du Tibet de la Commission des affaires mongoles et tibétaines qu'il doit désormais passer par celui-ci. Cette demande est rejetée par le gouvernement nationaliste. Inquiet de cette évolution, l'ancien régent quitte son monastère de Réting pour celui de Séra à Lhassa en 1944 et évoque auprès de Taktra l'éventualité de retrouver son poste. Il essuie un refus. Lorsqu'il revient à la charge en 1947, il est accusé de complot, jeté en prison dans le Potala et meurt brusquement (tué, dit-on, par le gouvernement tibétain),. Pendant ce temps les moines de Réting tuent les environ 16 soldats qui étaient venus l'arrêter. Le gouvernement organise immédiatement des représailles. Sa résidence est démolie, ses biens sont vendus à l'encan, ses partisans au monastère de Séra emprisonnés ou tués, et le monastère de Réting détruit.
Pendant son inter-règne, le 5e Réting Rinpoché a fait bâtir le gros-œuvre du stūpa du 13e dalaï-lama. Il a été aussi à l'origine de la découverte et du choix du 14e dalaï-lama, dont il est le premier précepteur. Il a permis l'établissement à Lhassa du Bureau de la commission des affaires mongoles et tibétaines du Kuomintang. Si la situation économique favorable lui a valu d'être très apprécié des Tibétains, par contre il n'était pas armé pour affronter la rouerie politique de ses ennemis. Favorable à la modernisation du Tibet, il possédait plusieurs motocyclettes, et de jeunes Tibétains en importèrent sous sa régence. En 1943, son successeur, s’opposa à la modernisation, et notamment à l’usage de motocyclettes et de vélos. Le régent et le clergé conservateur croyaient que les roues des véhicules laisseraient des cicatrices à la surface sacrée de la terre. À l'époque, l'usage de la roue reste inconnu dans les transports. À la même époque, Robert W. Ford signale qu'« il n'y avait aucun véhicule sur roues au Tibet, pas même des charrettes tirées par des animaux et [qu']il n'y avait donc aucune route digne de ce nom ».

## La présence britannique (1remoitiéduXXesiècle)
Le traité de Lhassa de 1904, négocié entre les Britanniques et le gouvernement tibétain, avait donné aux Britanniques un droit de regard dans les affaires intérieures tibétaines : « Aucune puissance étrangère ne sera autorisée à envoyer des représentants officiels ou des personnes privées au Tibet, quels que soient les motifs de leur séjour, que ce soit pour construire des routes, des voies ferrées, installer le télégraphe, prospecter ou exploiter des mines, sans le consentement de Londres ». Dans sa révision, le Traité de Pékin de 1906, Britanniques et Chinois s'engagent à ne permettre à aucune autre puissance étrangère de s’infiltrer sur le territoire ou dans l'administration interne du Tibet (Article II).
Pour le poète Jean Dif, le Tibet reste sous la tutelle de l'Angleterre qui en interdit l'accès à tout étranger non britannique.
Contredisant cette affirmation, un rapport du Groupe d'information internationale sur le Tibet du Sénat français affirme que les « Britanniques n'ont jamais cherché à contrôler le Tibet, alors qu'ils l'auraient pu relativement aisément depuis leurs possessions indiennes ».

### Présence et influence politiques
À ce qu'écrit Alex C. McKay, une représentation très répandue du Tibet d'avant 1950 est celle d'une contrée lointaine rarement foulée par des étrangers. Il est cependant établi que le Tibet vit défiler plus d'une centaine de fonctionnaires britanniques dans la première partie du XXe siècle. Entre 1904 et 1947, des agents du service politique indien et leurs subalternes furent présents à Gyantsé et à Yadong, sous la supervision de l'officier politique du Sikkim. Il y avait également une agence à Gartok dans le Tibet occidental, mais avec un responsable indigène comme agent commercial. Après 1936, il y eut une mission permanente à Lhassa. Le dernier responsable britannique dans la ville, Hugh Richardson, quitta les lieux en 1950 après l'invasion du Tibet par les Chinois.
Selon l'explorateur William Montgomery McGovern qui voyagea au Tibet en 1922 et rencontra David Macdonald, alors agent commercial, ce titre serait quelque peu trompeur : ses fonctions sont exactement celles d'un consul mais il reçoit ce titre parce qu'il est nommé par le Bureau de l'Inde (India Office), et non par le Ministère britannique des affaires étrangères (Foreign Office).

### Présence et influence militaires

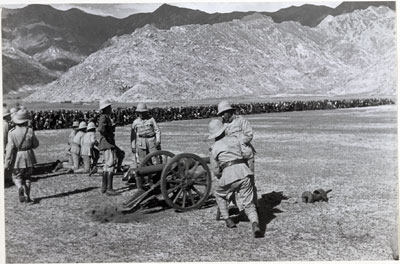
Brigadier Philip Neame du Raj britannique faisant une revue des troupes tibétaines lors d'un exercice, en 1936

Il y avait une petite garnison britannique à Gyantsé ainsi qu'une école militaire ouverte par le Royaume-Uni pour former les officiers tibétains,. Le 13e dalaï-lama y envoya des troupes pour qu'elles s'y familiarisent avec les méthodes anglaises.
La langue tibétaine ignorant le vocabulaire militaire, les ordres étaient donnés en anglais. Et c'est dans cette langue qu'ils furent transmis, oralement.
Lors des grandes parades militaires, la fanfare jouait l'air de l'hymne anglais God Save the Queen, ainsi que le rapporte l'Autrichien Heinrich Harrer dans ses mémoires, ajoutant qu'un nouvel hymne national avait été composé.

### Influence économique
De cette indépendance de fait, Élisabeth Martens déclare qu'elle est en réalité une dépendance économique et politique du Tibet à l'égard de l'Angleterre. Cette situation, ajoute-t-elle, a profité largement aux élites tibétaines, composées de marchands aisés, de familles nobles et surtout de responsables de monastères, lesquels possédaient plus de 70 % des terres tibétaines. Le philosophe slovène Slavoj Žižek indique que l'élite tibétaine transférait ses avoirs dans des banques de l'Inde britannique.

### Influence linguistique et culturelle
Dans son « introduction » aux mémoires de l'Autrichien Heinrich Harrer, qui fréquenta les nobles tibétains à la fin des années 1940, Peter Fleming indique que, « jusqu'à ce que les forces communistes chinoises ne prennent les commandes du pays en 1950, les fils de la noblesse allaient bien souvent étudier en Inde [britannique], où ils apprenaient, entre autres choses, la langue anglaise ». Harrer lui-même se targue d'avoir donné des cours particuliers d'anglais à de jeunes nobles mais surtout au jeune Tenzin Gyatso.
Harrer rapporte que la légation indienne, qui succède en 1947 à la Légation britannique mais continue à être dirigée par Hugh Richardson jusqu'en septembre 1950, passe fréquemment des films indiens et anglais lors de ses fêtes.
Harrer note également l'engouement pour les docteurs britanniques de la Légation – « les seuls médecins pour une population de trois millions et demi d'habitants » –, rapportant que les moines critiquent même les dignitaires du gouvernement lorsque ceux-ci font venir le médecin anglais.

### Vogue des produits anglo-saxons
À la fin des années 1940, Heinrich Harrer note qu'à Lhassa on peut acheter du corned-beef (« singe ») américain, du beurre australien et du whisky anglais. On peut même se procurer des produits de beauté Elizabeth Arden et des phonographes où passer les derniers succès de Bing Crosby,. Les nobles tibétains s'adonnent à la danse lorsqu'ils organisent des fêtes : danse tibétaine traditionnelle mais aussi le fox-trot.

## La diplomatie tibétaine
Le Bureau des Affaires étrangères du Tibet qui fut d'abord un bureau, puis un ministère du Gouvernement tibétain était chargé des relations diplomatiques du Tibet entre 1909 et 1952.

### Le traité entre la Mongolie et le Tibet (1913)

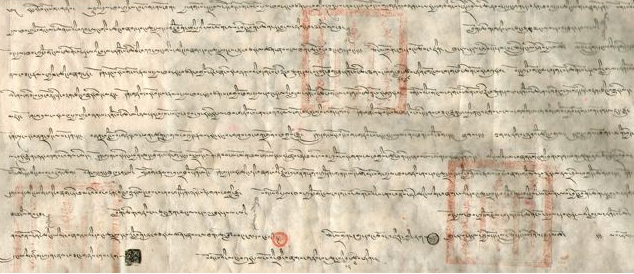
Le Traité d'amitié et d'alliance entre le Gouvernement de Mongolie et le Tibet

Selon le tibétologue Elliot Sperling, un Traité d'amitié et d'alliance entre le Gouvernement de Mongolie et le Tibet est signé en janvier 1913 et porte les sceaux des représentants du Tibet et de la Mongolie. Dans les premières lignes du traité, le Tibet et la Mongolie attestent s'être libérés de la domination mandchoue et avoir chacun constitué un État indépendant. De courts articles portent notamment sur :
- L'engagement mutuel de secours et d'assistance du Tibet et de la Mongolie ;
- Les dispositions commerciales et financières[137].

Pour autant, ainsi que l'écrit Barry Sautman, la Mongolie n'était pas reconnue en tant qu'État en 1913. Elle avait proclamé son indépendance fin 1911 alors que de nombreux territoires et provinces faisaient sécession à la suite de la chute de la dynastie des Qing. La Mongolie ne fut reconnue que des décennies plus tard par la Russie et la Chine : l'Union soviétique et la République de Chine ne reconnurent la Mongolie qu'en 1946 (pour revenir, en ce qui concerne la République de Chine (i.e. Taïwan), sur cette reconnaissance en 1953 avant de se raviser en 2002). Les États-Unis ne reconnurent la Mongolie qu'en 1987. Le Tibet et la Mongolie en 1913 n'étant pas reconnus comme États par les autres États, le fait pour l'un et l'autre de se reconnaître mutuellement n'a pas plus d'importance que la reconnaissance mutuelle de l'Ossétie du Sud et de l'Abkhazie aujourd'hui.
Elliot Sperling remarque que Sautman ne va pas au-delà des points de vue de la Chine. Pour Sperling, que les Tibétains et les Mongols aient affirmé dans leur traité de 1913 avoir émergé de la domination par l'État mandchou et n'être ainsi plus reliés avec la Chine est significatif sur le plan de la terminologie.

### Conférence de Simla
En 1913, après la chute des Qing et la mort de Zhao Erfeng, les Britanniques proposent une conférence à Simla, en Inde, pour discuter du tracé de la frontière sino-tibétaine et du statut du Tibet.
À cette conférence, assistent les plénipotentiaires de la Grande-Bretagne, de la Chine, et du Tibet. La conférence s'ouvre le 6 octobre 1913 sous l'égide de Henry Mac-Mahon. Sous le Raj britannique, les Britanniques souhaitent que le Tibet devienne un État tampon pour contrer l'influence de la Russie et endiguer les poussées expansionnistes chinoises. Les Tibétains souhaitent la reconnaissance de leur indépendance, décrétée en 1912 par le 13e Dalaï Lama, et l'intégrité de leur territoire. Les Chinois, quant à eux, veulent intégrer à leur territoire les zones tibétaines orientales du Kham conquises par les troupes du général et seigneur de guerre Zhao Erfeng en 1908 et revendiquent lors de la conférence une souveraineté sur le Tibet. Pour résoudre ces différends et les problèmes frontaliers, Henry Mac-Mahon tranche le 11 mars 1914 en proposant un accord - la Convention de Simla - qui définit la frontière entre l'Inde et le Tibet par la ligne Mac-Mahon et divise le Tibet en : « Tibet Extérieur » (correspondant aux territoires tibétains à l'ouest du Yangtsé) sous l'administration du gouvernement du Dalaï Lama ; et « Tibet Intérieur » (correspondant aux régions tibétaines limitrophes de la Chine, une partie du Kham et de l'Amdo) où Lhassa aurait uniquement l'autorité spirituelle. Les deux secteurs sont considérés comme étant sous la « suzeraineté » chinoise. Les Britanniques proposent en outre que la suzeraineté du Tibet soit proposée à la Chine afin de contrer d'éventuelles influences de leurs rivaux russes. Les trois représentants approuvent l'accord le 27 avril 1914. Cependant, Pékin s'oppose à la frontière proposée entre Tibet Intérieur et Extérieur et renie l'accord ainsi que le paraphe de son délégué.
Après l'indépendance de l'Inde et l'établissement de la République populaire de Chine en 1949, la question des frontières est remise en cause par l'occupation du Tibet par l'armée communiste chinoise et la notion d'État tampon disparaît. La Chine réclame la partie de l'Arunachal Pradesh au sud de la ligne Mac-Mahon.
Cette frontière est à nouveau contestée durant le conflit sino-indien de 1962 où les deux pays se font une brève guerre dans cette région. La Chine occupe alors certains secteurs au sud de la ligne durant plusieurs mois. Cependant, en 1981, les deux pays ouvrent des négociations pour résoudre leur conflit frontalier, et les discussions menées en 1993 et 1995 soulagent la tension le long de la frontière. Jusqu'à maintenant, la Chine refuse de reconnaître la ligne Mac-Mahon.

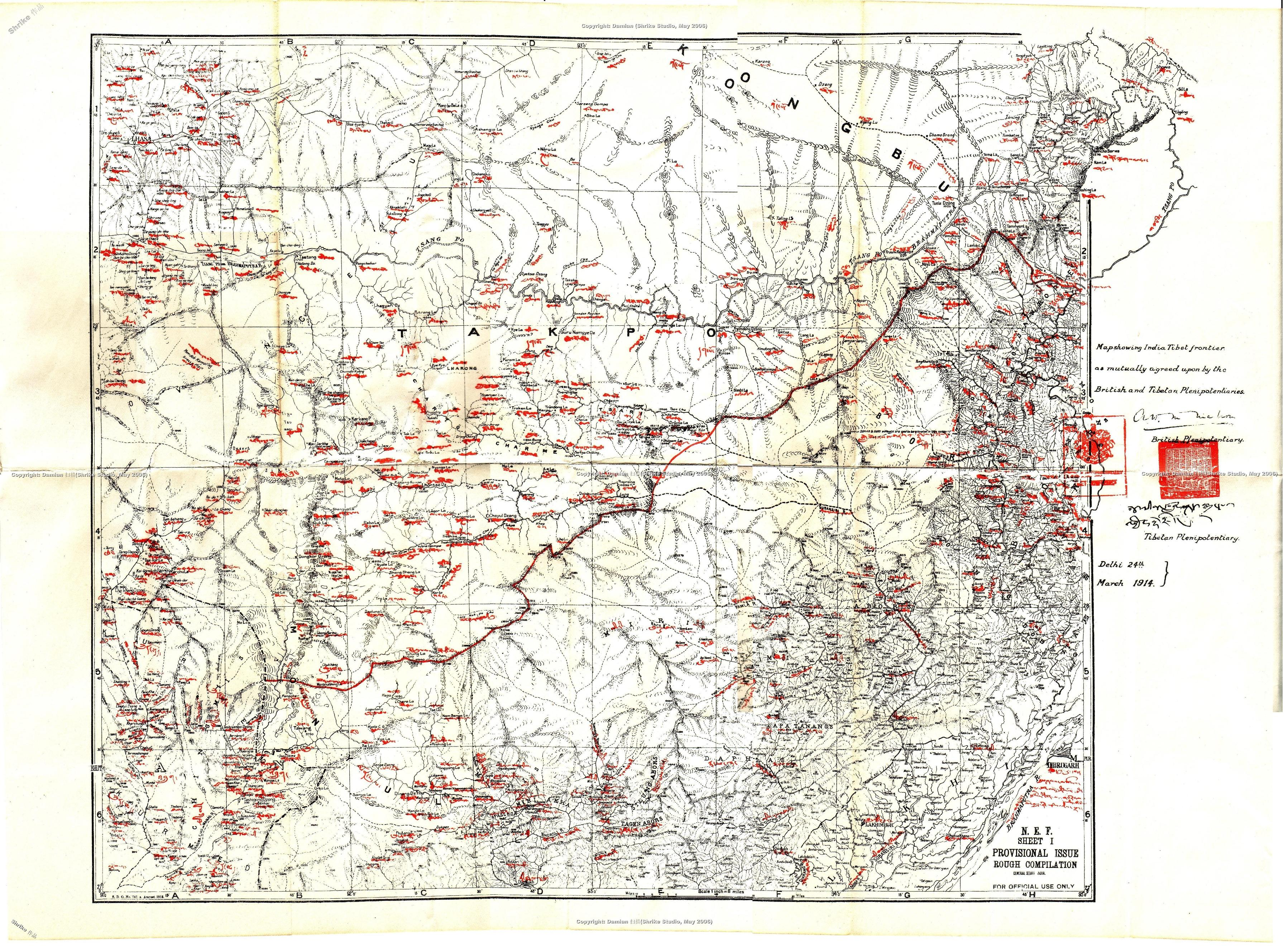
Ligne Mac-Mahon, Convention de Simla de 1914, carte 1
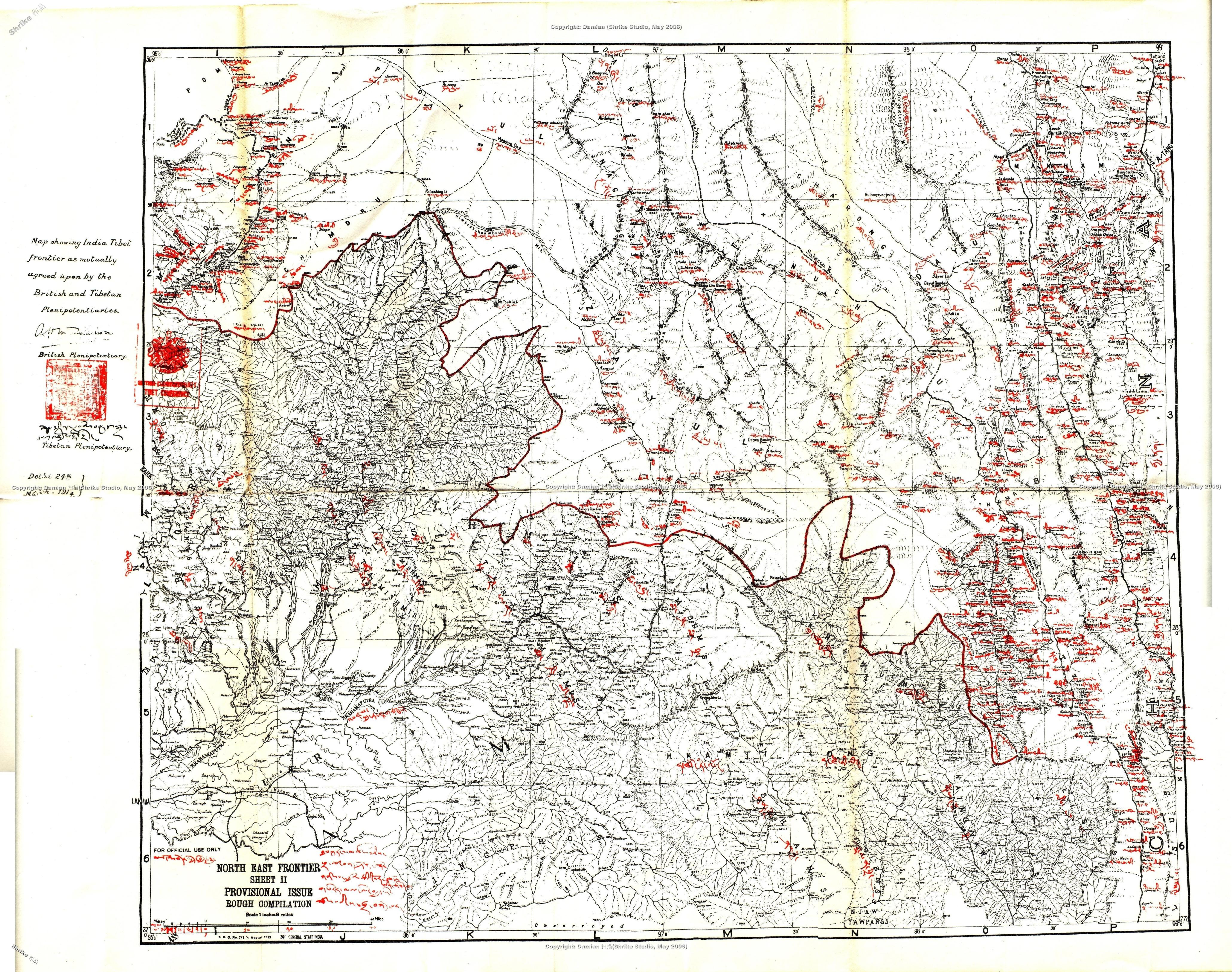
Ligne Mac-Mahon, Convention de Simla de 1914, carte 2

### Conférence panasiatique de New Delhi (1947)

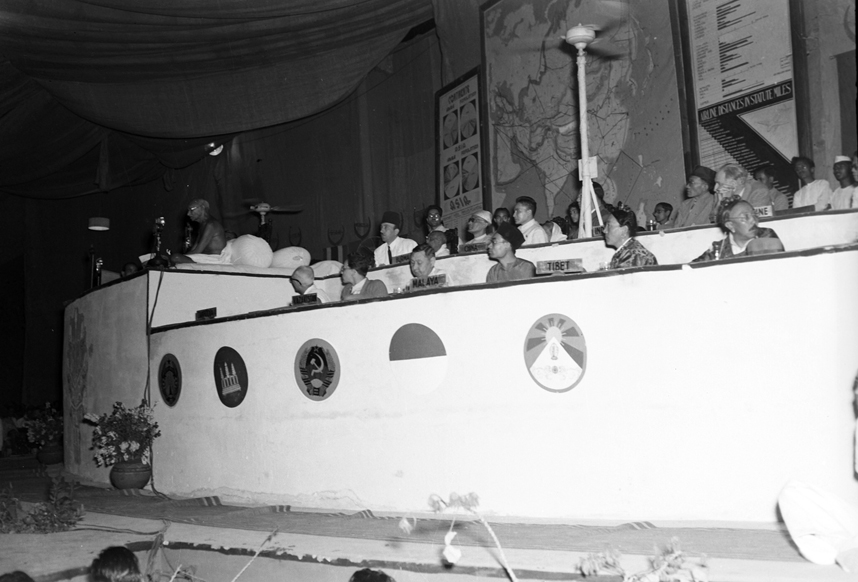
Deux délégués du Tibet à la Conférence des relations asiatiques lors du discours de Gandhi ; un emblème circulaire est apposé sur le podium, devant eux, à côté des emblèmes des autres participants.

La conférence panasiatique de New Delhi, organisée par des représentants du mouvement pour l'indépendance de l'Inde, réunit 25 pays asiatiques en mars 1947. Deux délégués du Tibet, Shamp'ho Tséwang Rigdzin et Lobsang Wangyel, y participèrent. Selon Claude Arpi, , directeur du pavillon tibétain d'Auroville, le drapeau du Tibet leur est remis par un messager du Kashag à la vallée de Chumbi et ils le hissent durant la conférence comme demandé. Selon les auteurs du livre Le statut du Tibet de Chine dans l'histoire, comme ils n'avaient pas de drapeau, l'attaché commercial de l'ambassade britannique, Hugh Richardson, en manda un auprès du Kashag, lequel envoya un drapeau militaire comportant la représentation du lion des neiges (situation qui a amené ces auteurs à se demander comment comment un drapeau de l'armée pouvait bien servir de drapeau national à la suggestion d'un étranger ?). Selon Claude Arpi, le drapeau leur fut remis par un messager du Kashag à la vallée de Chumbi et ils le hissèrent durant la conférence comme demandé, avec ceux des autres nations représentées.
La Conférence plénière se tint à Purana Qila, 32 délégations étaient présentes, chacune sous un dais, une plaque indiquant le nom du pays, et muni d’un drapeau national,. La délégation du Tibet avait son drapeau, ainsi qu’une carte de l’Asie où le Tibet était figuré comme un pays séparé. Jawaharlal Nehru ouvrit la Conférence par une allocution accueillant les représentants des « lointains pays d’Asie et de nos voisins, l’Afghanistan, le Tibet, Le Népal, le Bhoutan, la Birmanie et Ceylan avec qui nous souhaitons tout spécialement coopérer en des rapports cordiaux et étroits ». Le délégué tibétain répondit « Le gouvernement tibétain a été invité à se joindre à la Conférence panasiatique. Nous sommes un pays qui administre ses sujets en se fondant sur des aspirations religieuses. Et le Tibet a des relations particulièrement amicales avec l’Inde depuis des temps anciens… ».
Selon Claude Arpi, cette conférence démontre qu’en 1947 les dirigeants indiens du gouvernement intérimaire de l’Inde reconnaissaient le Tibet comme indépendant. Pour l'historien américain Tom Grunfeld, comme cette conférence non officielle n'était pas parrainée par le gouvernement, la présence du drapeau et de la carte n'avait aucune importance diplomatique ».
Les représentants du Tibet sont reçus par Nehru et par Gandhi « pour qui, selon Laurent Deshayes, l'indépendance du Tibet ne fait aucun doute ».
Selon les sources officielles chinoises, la tentative des Britanniques de faire figurer le Tibet comme pays indépendant sur la carte de la Asie dans la salle de conférence et parmi les drapeaux des différents pays entraîna une protestation solennelle de la part de la délégation chinoise, ce qui obligea les organisateurs à rectifier le tir,. Tom Grunfeld affirme que les cartes furent modifiées et le drapeau abaissé après les protestations de l'ambassadeur de Chine à la Nouvelle Delhi mais que les délégués restèrent jusqu'à la fin. Selon Claude Arpi, le drapeau n'aurait pas été enlevé malgré les protestations de la délégation chinoise. Les organisateurs de la conférence firent une déclaration indiquant que les délégués tibétains avaient été invités par Jawaharlal Nehru en son nom personnel,.

### L'accord en 17 points sur la libération pacifique du Tibet (1951)
Si l'accord en 17 points fut signé par les représentants du 14e dalaï-lama et ceux de la République populaire de Chine le 23 mai 1951 à Pékin, il fut dénoncé 9 ans plus tard par le dalaï-lama et son gouvernement, les affirment qu'il fut signé par les Tibétains sous la contrainte.
Cet accord fut le premier document dans l'histoire tibétaine à décréter la souveraineté chinoise sur le Tibet, même s’il reconnaissait le droit au Gouvernement tibétain de continuer à administrer le Tibet. Selon Hong Xiaoyong, ambassadeur de Chine à Singapour, en contrepartie de cette reconnaissance, la Chine s'engage à ne remettre en cause ni la religion ni le gouvernement du pays. Le dalaï-lama envoie un télégramme à Mao Zedong lui promettant d'œuvrer à la pacification du Tibet et à coopérer avec la Chine. Le Tibet devient une région de la Chine, officiellement gouvernée par le 14e dalaï-lama et le 10e panchen lama. Pendant neuf ans, selon la formule de Jean Dif, le parti communiste chinois va cohabiter avec l'une des dernières théocraties féodales du monde, situation parfois qualifiée de « coexistence ».

## Le règne du14edalaï-lama et la fin de l'indépendance de facto
Le régent Taktra s'était attiré tant de haine qu'il ne pouvait plus rester à son poste. À la demande des oracles d'État, il dut laisser les commandes au 14e dalaï-lama le 17 novembre 1950.

### Les réformes du14edalaï-lama
Selon Thomas Laird, ce sont l'observation et la discussion, dans ses jeunes années, avec des gens ordinaires comme les balayeurs et les prisonniers qui ont préoccupé le dalaï-lama et lui ont inspiré des réformes. Choqué par l'utilisation de la cangue, il libéra tous les prisonniers quand il accéda au pouvoir.
Durant les quelques années où il dirigea le Tibet dans une collaboration difficile avec les Chinois, le dalaï-lama institua des réformes majeures à ce qu'il le déclare dans un entretien. Il rapporte avoir établi un système judiciaire indépendant et aboli le système de dette héréditaire, qui était, explique-t-il, « le fléau de la communauté paysanne et rurale », piégeant celle-ci dans une servitude envers l'aristocratie.
Il fallut toutefois attendre la dissolution du gouvernement du Tibet (28 mars 1959) et le lancement de la Réforme démocratique (2 juillet 1959) pour que le servage  soit aboli. Anna Louise Strong rapporte que les dettes féodales furent annulées le 17 juillet 1959 par le Comité préparatoire de la région autonome du Tibet.

### L'intervention militaire chinoise de 1950
En 1950, l'Armée populaire de libération entre dans la région tibétaine orientale de Chamdo pour, selon les exilés tibétains et d'autres sources, envahir le Tibet, pour effectuer ce que la version chinoise des faits décrit comme une « libération pacifique », et rencontre peu de résistance de la part d'une armée tibétaine faible et mal équipée, le 19 octobre 1950, 5 000 soldats tibétains avaient été tués, et la petite armée tibétaine s’est rendue.
Le 7 novembre 1950, le gouvernement du Tibet envoie un appel aux Nations unies demandant l'inscription de la question tibétaine aux débats du conseil de sécurité. Seul le Salvador propose une résolution, mais en raison de la guerre de Corée qui se déroule au même moment, et de l'hésitation de l'Inde, le débat est ajourné,.
Le 23 mai 1951, des représentants du Dalaï-lama signent à Pékin l'Accord en 17 points sur la libération pacifique du Tibet, sous la menace d'une poursuite de l'avancée de l'APL.
Selon le gouvernement chinois, le 26 octobre 1951, les troupes chinoises firent leur entrée à Lhassa où plus de 20 000 personnes se pressaient le long de leur passage. Il y eut une cérémonie de bienvenue en leur honneur, où Lhalu Tsewang Dorje fit un discours puis il y eut un banquet pour marquer la libération pacifique du Tibet et pour célébrer l'unité retrouvée des Han et des Tibétains. Y participèrent les chefs de la 18e armée et les principaux responsables du gouvernement tibétain. Le 19 novembre, le 14e dalaï-lama devait donner un banquet en l'honneur des officiers supérieurs de l'APL à Lhassa.

### La coexistence dans le cadre de l'accord en 17 points
En 1954, le 14e dalaï-lama, le 10e panchen-lama et le 16e karmapa se rendent à Pékin pour discuter de la question du Tibet avec Mao Zedong. Lors d'une entrevue avec le dalaï-lama, Mao lui donne l'assurance que l'identité tibétaine sera respectée et qu'aucune grande réforme ne sera entreprise au Tibet pendant six ans.
En 1955, les deux dignitaires gélugpa célèbrent les fêtes de nouvel an à Pékin. Le dalaï-lama y prononce un discours de remerciements à l'égard de la Chine. Sur le chemin du retour, il écrit un poème à la gloire de Mao.
En 1956, un comité préparatoire à l'établissement de la Région autonome du Tibet est créé, présidé par le dalaï-lama. Le premier vice-président en est le panchen lama.
En novembre de la même année, le dalaï-lama, le panchen lama et le karmapa se rendent en Inde pour participer aux cérémonies du 2 500e anniversaire de la mort du Bouddha. Les deux frères aînés du dalaï-lama pressent celui-ci de rester en Inde et de faire campagne pour l'indépendance du Tibet. Chou En-Lai rejoint le dalaï-lama et, lui remettant une lettre de Mao annonçant qu'il n'y aurait pas de changements au Tibet dans les six années à venir, parvient à le dissuader de s'exiler,.

### La fin de la coexistence
En 1956, débute à Litang dans le Kham une révolte des Tibétains contre l'occupant chinois, qui s'étend aux autres secteurs du Kham, puis en 1957 et 1958 aux secteurs de l'Amdo, en 1958 et 1959 à l'Ü-Tsang, à la future Région autonome du Tibet, avant de s'étendre à l'ensemble du territoire.
Les États-Unis, dans une visée anticommuniste, apportent leur soutien à la guérilla tibétaine, opposée au parti communiste chinois, entraînent les combattants tibétains, et invitent le dalaï-lama à s'exiler en Inde.
En 1959, l'insurrection armée éclate à Lhassa, le dalaï-lama fuit le Tibet pour se réfugier en Inde. Cette révolte est réprimée par l'armée populaire de libération. Le nombre de victimes tibétaines est estimé à plusieurs dizaines de milliers de personnes par les exilés tibétains. Le gouvernement chinois fait état de 5 360 rebelles mis hors de combat, la plupart étant capturés ou se rendant.
Selon Tom Grunfeld, les nobles qui soutinrent la révolte et restèrent au Tibet furent mis en prison. Leurs domaines ainsi que ceux des nobles qui s'étaient enfuis furent confisqués. Les domaines des nobles qui soutinrent la Chine et de ceux qui ne prirent pas parti furent rachetés par le gouvernement chinois

### Les résolutions de l'ONU (1959, 1961, 1965)
Le 7 novembre 1950, le gouvernement du Tibet envoya un appel du Tibet aux Nations unies. Le Salvador proposa une résolution aux Nations unies, mais en raison de la guerre de Corée qui se déroulait au même moment, et de l'hésitation de l'Inde, le débat fut ajourné. Ainsi que le rapporte le tibétologue Melvyn C. Goldstein, le délégué britannique fut le premier à prendre la parole, informant ses collègues qu'après un demi-siècle de relations internationales avec le Tibet, le gouvernement de Sa Majesté était d'avis que le statut du Tibet n'était pas clair, et suggérant de reporter l'appel du Tibet.
Ultérieurement, l'assemblée générale de l'ONU a adopté 3 résolutions condamnant les violations des droits fondamentaux et des libertés du peuple tibétain, les coups portés à sa culture et sa religion, ceci en 1959 (résolution 1353 (XIV)) et en 1961 (résolution 1723 (XVI)). Dans cette 2e résolution, le droit à l'autodétermination du peuple tibétain est mentionné explicitement. Enfin, la dernière résolution en date, celle de 1965 (résolution 2079 (XX)), fait référence aux précédentes dont elle reprend les thèmes mais sans mention explicite à l'autodétermination. La Chine n'est pas désignée explicitement dans ces Résolutions.
Ainsi que l'indique Martine Bulard, journaliste au Monde diplomatique, ces trois résolutions ne font pas allusion à l'indépendance du territoire et leur texte a été voté non pas par la République populaire de Chine, qui à l'époque ne faisait pas partie de l'ONU, mais par la République de Chine (Taïwan) de Tchang Kaïchek.
Cependant, selon Jean-Claude Buhrer, les 3 résolutions de l’Assemblée générale demandaient la reconnaissance du droit à l’autodétermination des Tibétains et le respect de leurs droits fondamentaux.

### Limites de l'exécution du droit à l'autodétermination
L'ONU a défini sans ambiguïté en 1960 les limites et les conditions de l'application du droit à l'autodétermination nationale : cette application ne doit en aucun cas porter atteinte à la souveraineté d'État d'un pays et compromettre son intégrité territoriale.
Le principe de l'intégrité territoriale, consacré depuis longtemps par le droit international, constitue une limite à l'application du droit des peuples à disposer d'eux-mêmes et au principe d'autodétermination des peuples colonisés. La résolution 1514 (XV), adoptée le 14 décembre 1960 par l'Assemblée générale de l'ONU, admet cette limite et lui consacre le paragraphe 6 qui stipule clairement que « toute tentative visant à détruire partiellement ou totalement l'unité nationale et l'intégrité territoriale d'un pays est incompatible avec les buts et les principes des Nations Unies ».
Pour autant, la résolution 1723 (XVI) adoptée un an plus tard, le 20 décembre 1961, exprimait la demande de l'ONU « tendant à ce qu'il soit mis fin à des pratiques qui privent le peuple tibétain de ses droits fondamentaux et de ses libertés fondamentales, notamment de son droit à l'autodétermination ».
La Résolution 2625 (XXV) relative aux principes du droit international touchant aux relations amicales et à la coopération entre les États conformément à la Charte des Nations unies, adoptée par l'Assemblée générale de l'ONU le 24 octobre 1970, a réitéré la condamnation de la sécession en précisant que le droit des peuples à disposer d'eux-mêmes ne peut être interprété « comme autorisant ou encourageant une action, quelle qu'elle soit, qui démembrerait ou menacerait, totalement ou partiellement, l'intégrité territoriale ou l'unité politique de tout État souverain et indépendant ».

### La Commission internationale de juristes (CIJ) (1959, 1960, 1997)
Le 24 juillet 1959, la CIJ produisit un premier rapport concluant que les Tibétains étaient privés de leurs droits fondamentaux selon le droit international, et que la Chine réprimait systématiquement et brutalement la liberté politique et religieuse au Tibet.
Selon Sunanda K. Datta-Ray (en), cette déclaration de 1959 selon laquelle entre 1911 et 1951 le Tibet était « un État pleinement souverain, indépendant de facto et de jure de la Chine » (a fully sovereign state, independent in fact and law of Chinese control) aurait été qualifiée de « pro-tibétaine sans aucune retenue » (unashamedly pro-Tibetan) par Tsering Shakya, l'auteur de The Dragon in the Land of Snows: A History of Modern Tibet Since 1947. En réalité, la déclaration exacte de la CIJ de 1959 est « Tibet’s position on the expulsion of the Chinese in 1912 can fairly be described as one of de facto independence and there are strong legal grounds for thinking that any form of legal subservience to China had vanished. It is therefore submitted that the events of 1911-12 mark the re-emergence of Tibet as a fully sovereign state, independent in fact and law of Chinese control ».
En 1960, la CIJ produisit un second rapport concluant que le Tibet était « à tout le moins un État indépendant de facto » avant 1951, et que la Chine avait illégalement envahi le Tibet, et commettait un acte de génocide culturel contre le peuple tibétain,. Ce rapport déclarait notamment « de 1913 à 1950, le Tibet a démontré son existence en tant qu'État, tel que le conçoit le droit international ».
Dans un livre publié en 1994, The International Commission of Jurists, Global Advocates for Human Rights, Howard B. Tolley Jr. a expliqué comment la formation de la CIJ avait financée par la CIA en tant qu'instrument de la guerre froide (et ce à l'insu de la majorité de ses responsables et membres) du moins jusqu'en 1967),. L'historien A. Tom Grunfeld dit de cette organisation qu'elle est l'une des organisations des droits de l'homme de la CIA financées par celle-ci pour préparer des rapports de propagande contre la Chine.
En 1997, dans une étude approfondie intitulée Tibet: Human Rights and the Rule of Law, la CIJ a conclu que le peuple tibétain a droit à l'autodétermination et qu'un référendum du peuple tibétain pour déterminer le statut futur de la région contribuerait significativement à résoudre le conflit politique au Tibet.
Cependant, pour Barry Sautman, en droit international il n'existe pas de « droit à l'indépendance », à la sécession, pour une quelconque partie d'un pays.

### Le Tribunal permanent des Peuples (1992)
Un tribunal d'opinion, le Tribunal permanent des Peuples, réuni à Strasbourg en novembre 1992 pour examiner les témoignages et arguments, a affirmé que les Tibétains réunissaient les conditions généralement acceptées pour constituer un « peuple » ayant droit à l'autodétermination et qu’ils « sont donc fondés à exercer leur droit l'autodétermination ». Le Tribunal concluait que « la présence de l'administration chinoise sur le territoire tibétain doit être considérée comme une domination étrangère du peuple tibétain ». Finalement, dans son verdict, le Tribunal a décidé que « Le peuple tibétain a depuis 1950 été continuellement privé de son droit à l'autodétermination ».

## Les prises de position internationales

### Une indépendance à la réalité contestée
Dans sa lettre au Secrétaire général de l'ONU datée du 9 septembre 1959, le 14e dalaï-lama fait état d'une série d'arguments en faveur de la reconnaissance internationale de la souveraineté du Tibet, notamment le fait que la Mongolie et la Grande-Bretagne ont signé des traités avec le Tibet (le Traité d'amitié et d'alliance entre le Gouvernement de Mongolie et le Tibet et la Convention de Simla), et que des représentants tibétains munis de passeports tibétains ont été reçus par l'Inde, la France, l'Italie, le Royaume-Uni et les États-Unis.
Si le gouvernement tibétain en exil considère la déclaration de 1913 comme une proclamation d'indépendance, son statut exact ne fait pas l'unanimité, y compris parmi les experts.
Selon Anne-Marie Blondeau, si un rapport de la Commission internationale de juristes et d'autres spécialistes comme Michael van Walt van Praag reconnaissent l'indépendance de facto du Tibet dans la première moitié du XXe siècle, d'autres juristes ratiocinent à propos du droit international.
Cité par Barry Sautman, Alfred P. Rubin, un expert américain en droit international qui a étudié les déclarations d'indépendance du Tibet, constate qu'« elles n'étaient aucunement des déclarations politico-juridiques mais simplement l'affirmation par le 13e dalaï-lama que la relation prêtre-protecteur (mchod-yon) entre les dalaï-lamas et les empereurs chinois s'était éteinte du fait de la fin de l'empire ».
À propos de l'argument selon lequel l'aptitude du Tibet à devenir un État indépendant découlait de l'absence d'influence du gouvernement central à partir de 1913, le politologue et juriste Barry Sautman, professeur associé de l'université de science et de technologie de Hong Kong, fait remarquer que la discontinuation de l'emprise du gouvernement central sur un territoire ne fait pas automatiquement de ce dernier un État. Il n'existe pas de « droit à l'indépendance », à la sécession pour une quelconque partie d'un pays.
Melvyn Goldstein, spécialiste du Tibet, considère pour sa part que si la déclaration d'indépendance du Tibet n'en constitue pas vraiment une selon les critères occidentaux contemporains, elle indique clairement l'intention du Dalaï-lama de régner sur le Tibet sans interférence de la part de la Chine.
Selon Isabelle Henrion-Dourcy, il n'existait pas d'État tibétain reconnu internationalement, bien que les conditions fussent réunies pour argumenter a posteriori de son existence de facto.
Pour le patron de presse indien N. Ram, il n'est pas un pays ni gouvernement au monde qui ne conteste le statut du Tibet, qui ne reconnaisse que le Tibet fait partie de la Chine et qui soit disposé à accorder une quelconque reconnaissance juridique au gouvernement tibétain en exil. Selon China Daily, pour Thomas Heberer, professeur de science politique et des études asiatiques à l'université de Duisburg-Essen en Allemagne, aucun pays au monde n'a jamais reconnu l'indépendance du Tibet ni déclaré que le Tibet était un « pays occupé ». Pour tous les pays du monde, le Tibet est territoire chinois.
Selon Anne-Marie Blondeau, les gouvernements, ne souhaitant pas affronter la République populaire de Chine en raison de la compétition internationale dont ses marchés font l’objet, évitent de prendre parti en évoquant le « statut peu clair » du Tibet et n’abordent pas l’autodétermination des Tibétains, même s’ils évoquent les violations des droits de l’homme au Tibet.
Le juriste Barry Sautman estime pour sa part que le Tibet et la Mongolie n'étant ni l'un ni l'autre reconnus comme États par les autres États, cette reconnaissance mutuelle reste sans plus d'effet que la reconnaissance mutuelle entre l'Ossétie du Sud et l'Abkhazie. Le même auteur fait également valoir que les passeports, ces « prétendus indices de souveraineté », sont aussi l'apanage de territoires qui ne sont pas des États et que les passeports d'un État non reconnu n'ont pas de validité aux yeux des États reconnus, l'apposition d'un visa n'équivalant pas à une reconnaissance. Pour le journaliste Jeremy Page, la reconnaissance d'un passeport tibétain implique la reconnaissance de la souveraineté du Tibet.
La Commission internationale de juristes, une association dont la formation avait été financée secrètement par la CIA,, a estimé en 1960 que l'indépendance du Tibet avait été valide sur le plan du droit.

### Les positions des pays étrangers
En 1943, le ministre des affaires étrangères du Royaume-Uni, Anthony Eden, remet au gouvernement chinois une note où le Tibet est décrit comme « État autonome sous la suzeraineté de la Chine » et qui « jouit d'une indépendance de fait ». Plus de 60 ans plus tard, le Royaume-Uni a révisé son appréciation le 29 octobre 2008 et reconnu que le Tibet faisait partie intégrante de la République populaire de Chine.
En 1954, la République populaire de Chine et l'Inde conclurent un « accord sur le commerce et les relations entre le Tibet chinois et l'Inde » (Agreement on Trade and Intercourse Between the Tibet Region of China and India, ou accord de Panchsheel du nom des cinq principes de la coexistence pacifique formulés pour la première fois), professant respect mutuel pour leur intégrité territoriale et souveraineté respectives. Par ce document, l'Inde reconnaissait la souveraineté de la Chine sur le Tibet.
Selon Pierre-Antoine Donnet, la position soviétique a varié selon sa politique envers la Chine. Dans les années 1960 marquées par la rupture sino-soviétique, Moscou mis en doute le caractère historique de la souveraineté de la Chine sur le Tibet.

Le monde en 1945, Carte des Nations unies Cependant, cette présentation ne reflète nullement l’expression d’une opinion du secrétariat de l’ONU sur le statut légal d’un pays ou territoire.

Dans la liste des territoires non autonomes publiée en 2008 par l'ONU, le Tibet n'est pas mentionné. Cependant, dans une résolution de l'ONU datant de 1961, le droit du peuple tibétain à l'autodétermination est reconnu, et dans un document provenant d'ONG ayant un statut consultatif et annexé au rapport du secrétaire général de l'ONU intitulé Situation au Tibet (rapport ayant fait suite à la Résolution de 1991), les Tibétains sont décrits comme un peuple sous domination coloniale. À ce jour, le droit du peuple tibétain à l'autodétermination n'a pu s'exprimer.
Le Tibet n'a jamais été répertorié par les Nations unies comme « pays à décoloniser », que ce soit avant ou après 1971, date de l'entrée de la Chine populaire au sein de cette organisation internationale, et aucun pays n'a reconnu à ce jour le gouvernement tibétain en exil. Dans la liste des pays et territoires à décoloniser publiée en 2008 par l'ONU, le Tibet n'est pas mentionné, et la Chine n'est pas citée au nombre des « puissances administrantes ».

## À voir